# Nationalparks in Australien
In Australien gibt es mehrere Hundert Nationalparks. Der größte Teil von ihnen untersteht den Regierungen der jeweiligen Bundesstaaten; lediglich eine kleine Anzahl Parks wird vom Ministerium Department of Sustainability, Environment, Water, Population and Communities der Bundesregierung betreut.

## Liste der Nationalparks

### Australian Capital Territory
| Bezeichnung          | Fläche [ha] | Datum der Ausweisung | Weblink |
| -------------------- | ----------- | -------------------- | ------- |
| Namadgi-Nationalpark | 106.095     | 1984                 | Info    |

### Jervis Bay Territory
| Bezeichnung           | Fläche [ha] | Datum der Ausweisung | Weblink |
| --------------------- | ----------- | -------------------- | ------- |
| Booderee-Nationalpark | 6.312       | 1992                 | Info    |

### New South Wales

#### Nationalparks

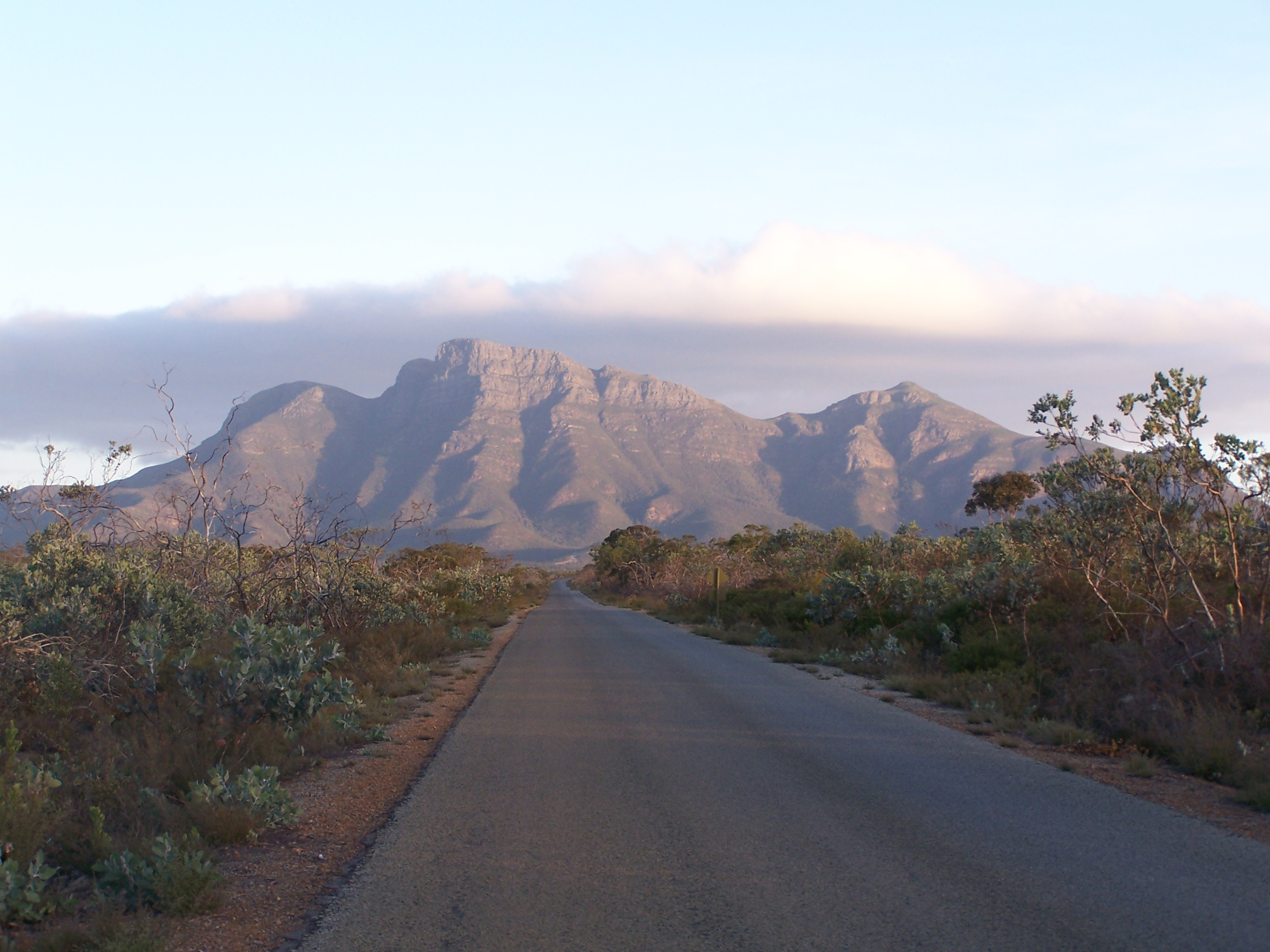
Bluff Knoll im Stirling-Range-Nationalpark

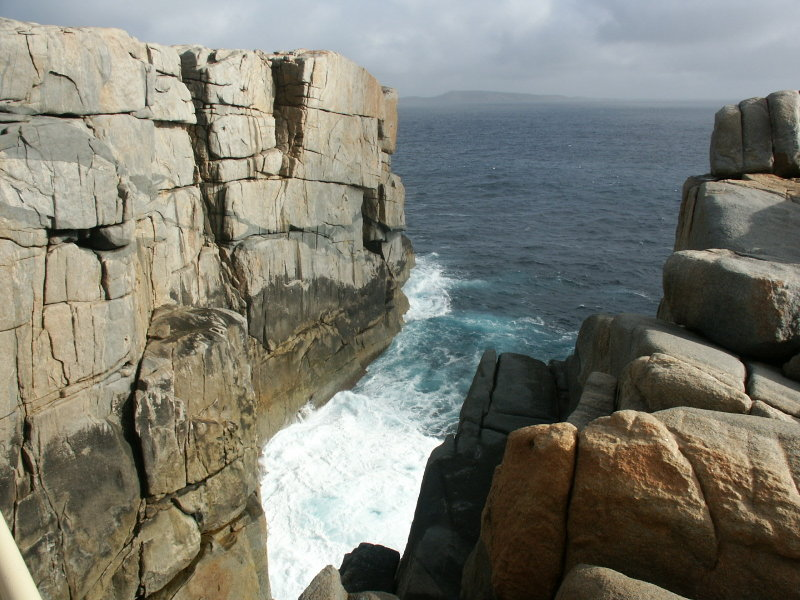
Albany Gap im Torndirrup-Nationalpark

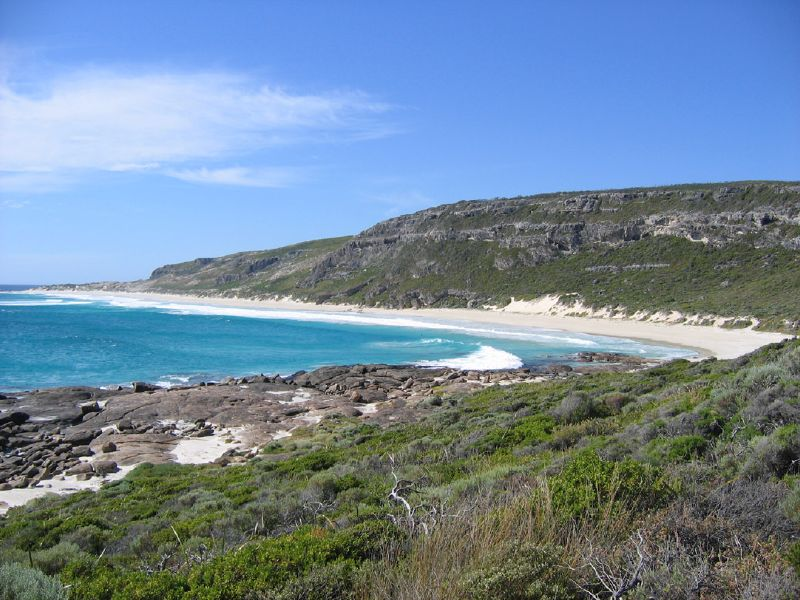
Küste im Leeuwin-Naturaliste-Nationalpark

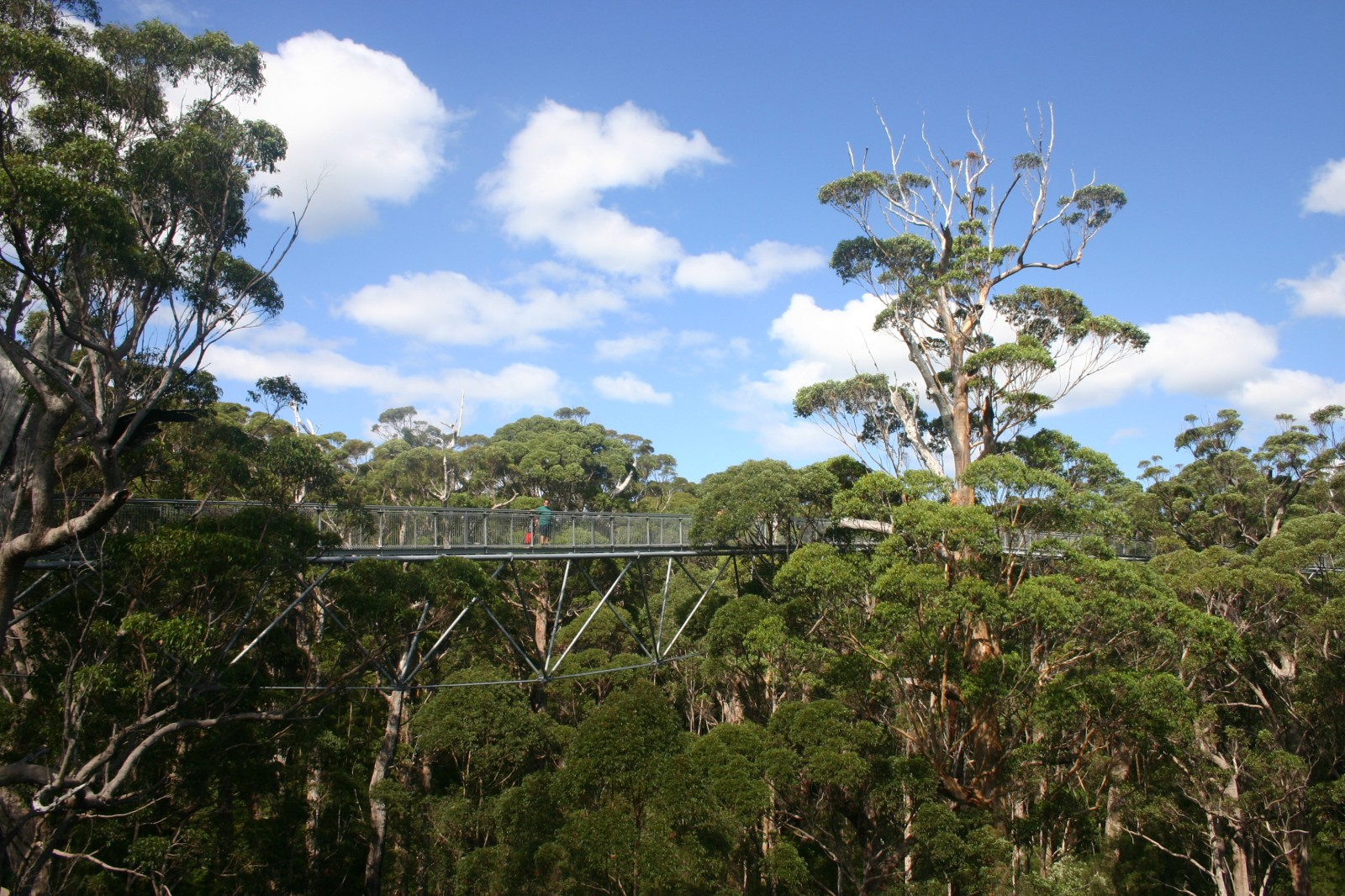
Tree Top Walk im Walpole-Nornalup-Nationalpark

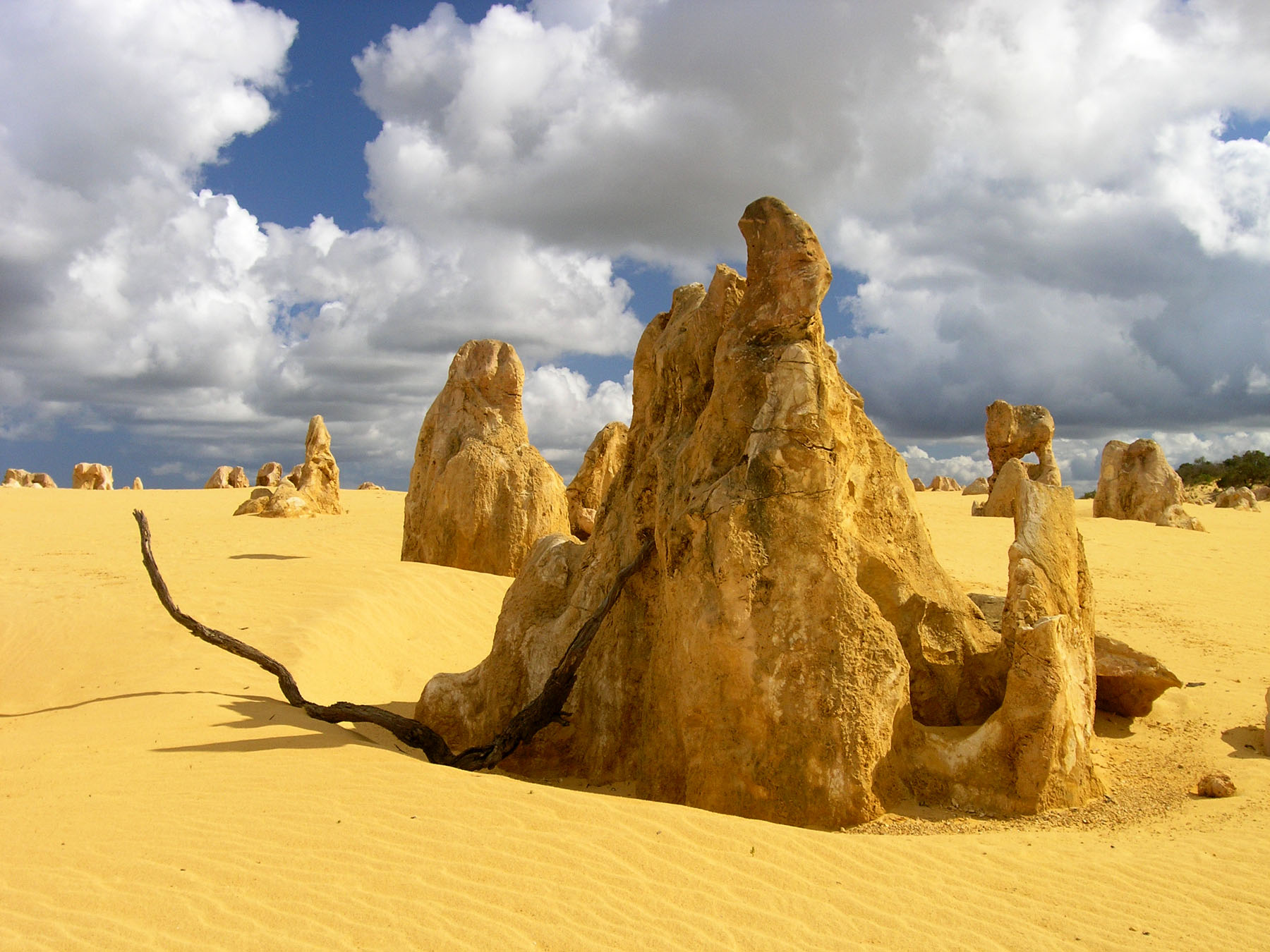
Pinnacles im Nambung-Nationalpark

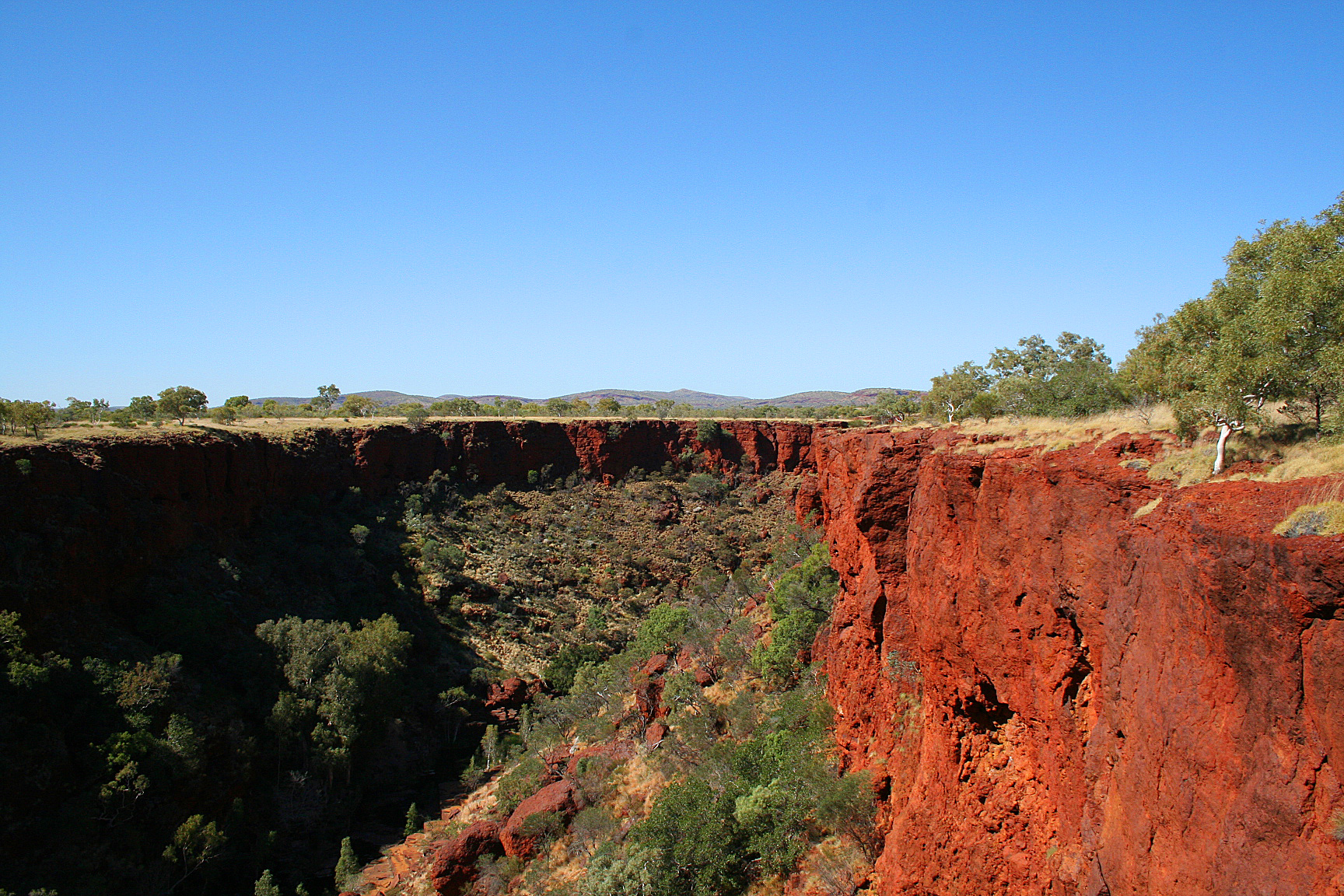
Dales Gorge im Karijini-Nationalpark

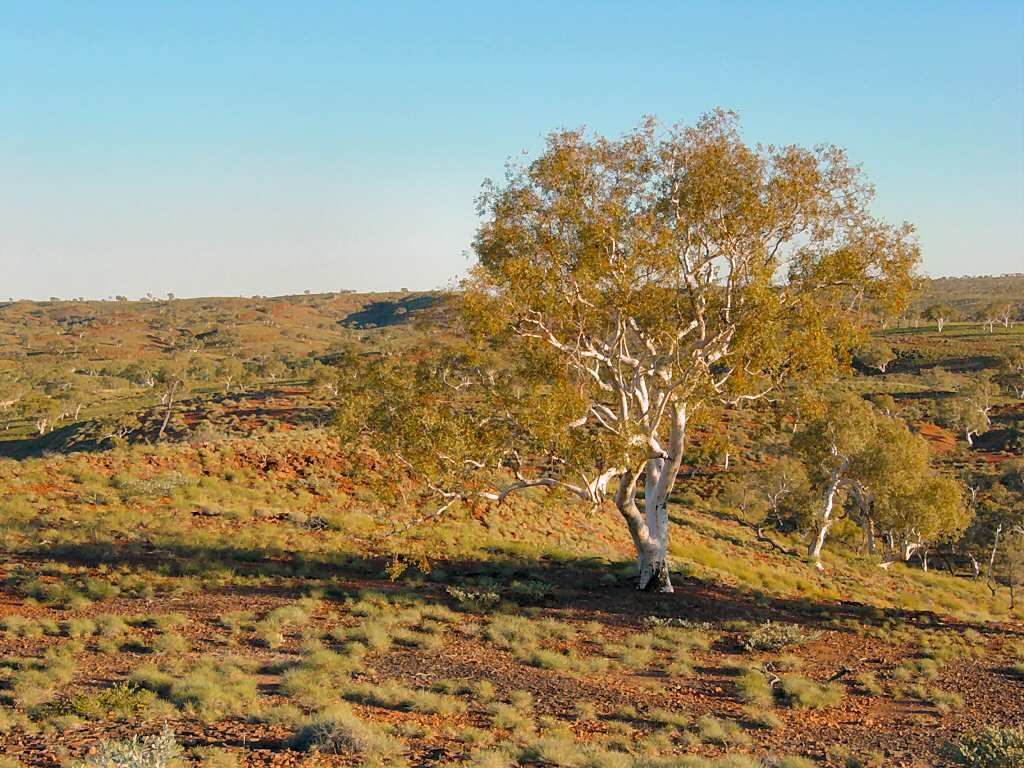
Landschaft im Millstream-Chichester-Nationalpark

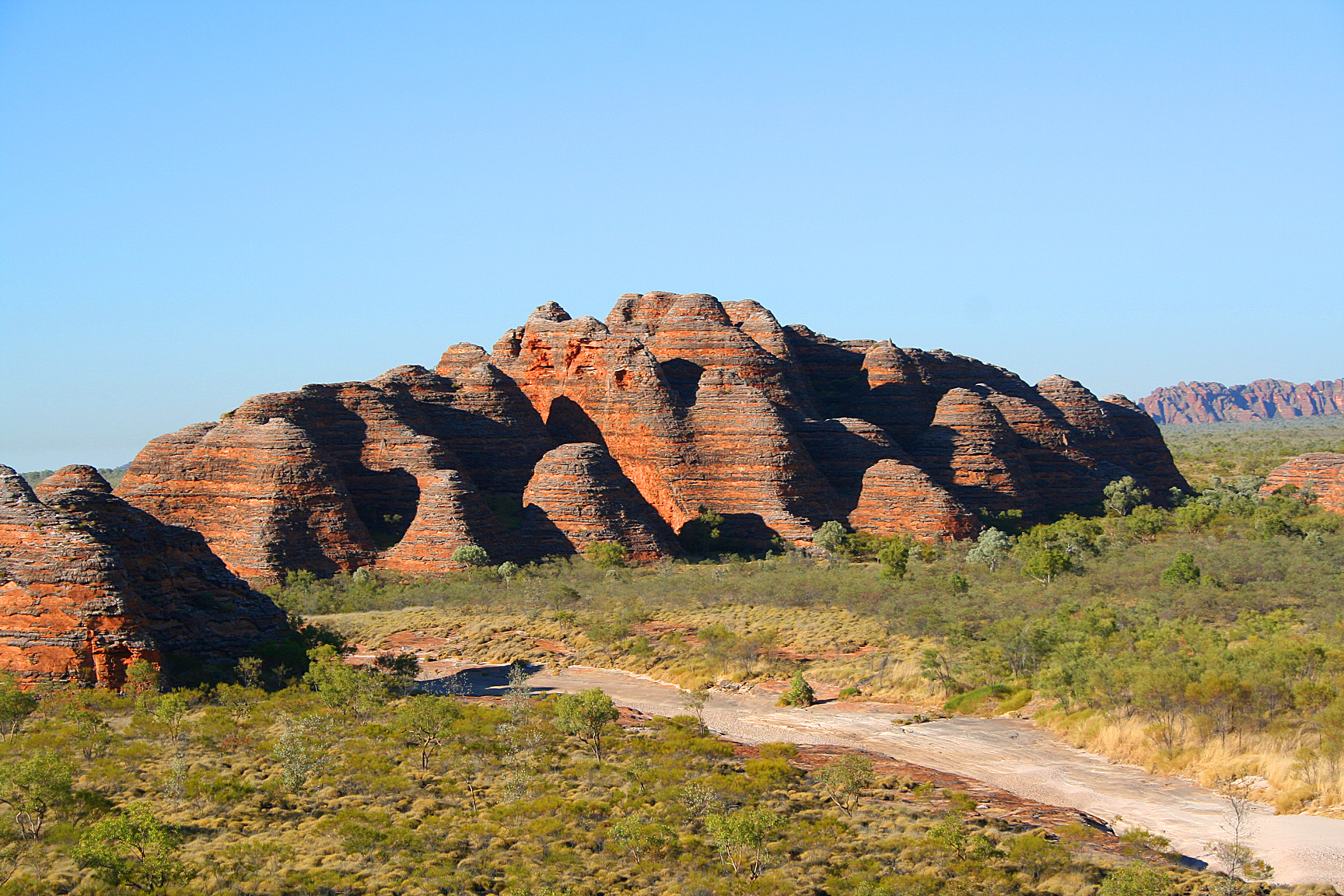
Sandstein-Formationen im Purnululu-Nationalpark

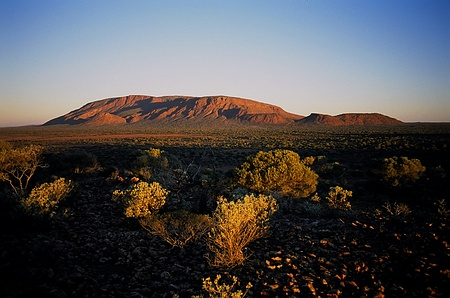
Mount-Augustus-Nationalpark

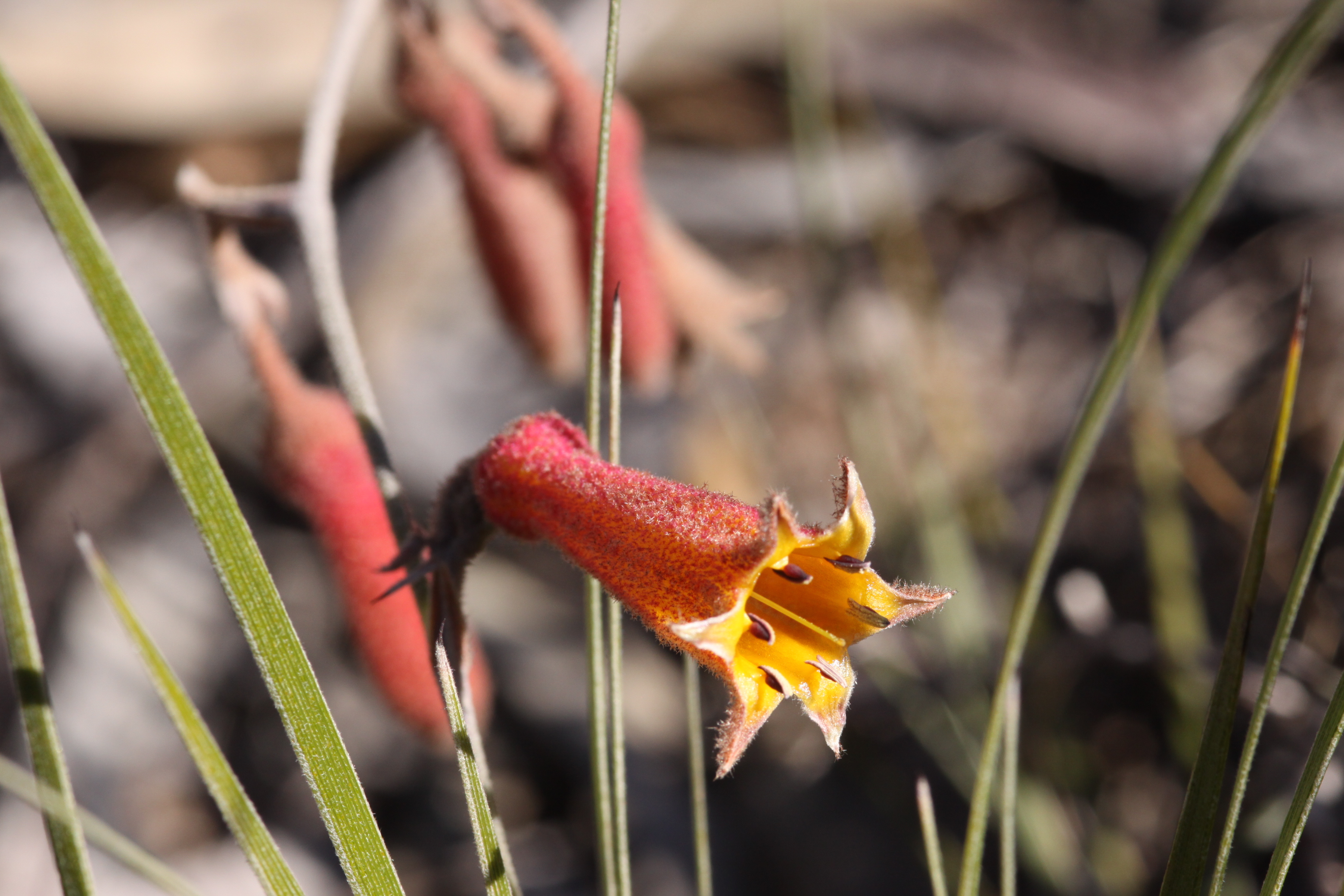
Winter Bell im Leseuer-Nationalpark

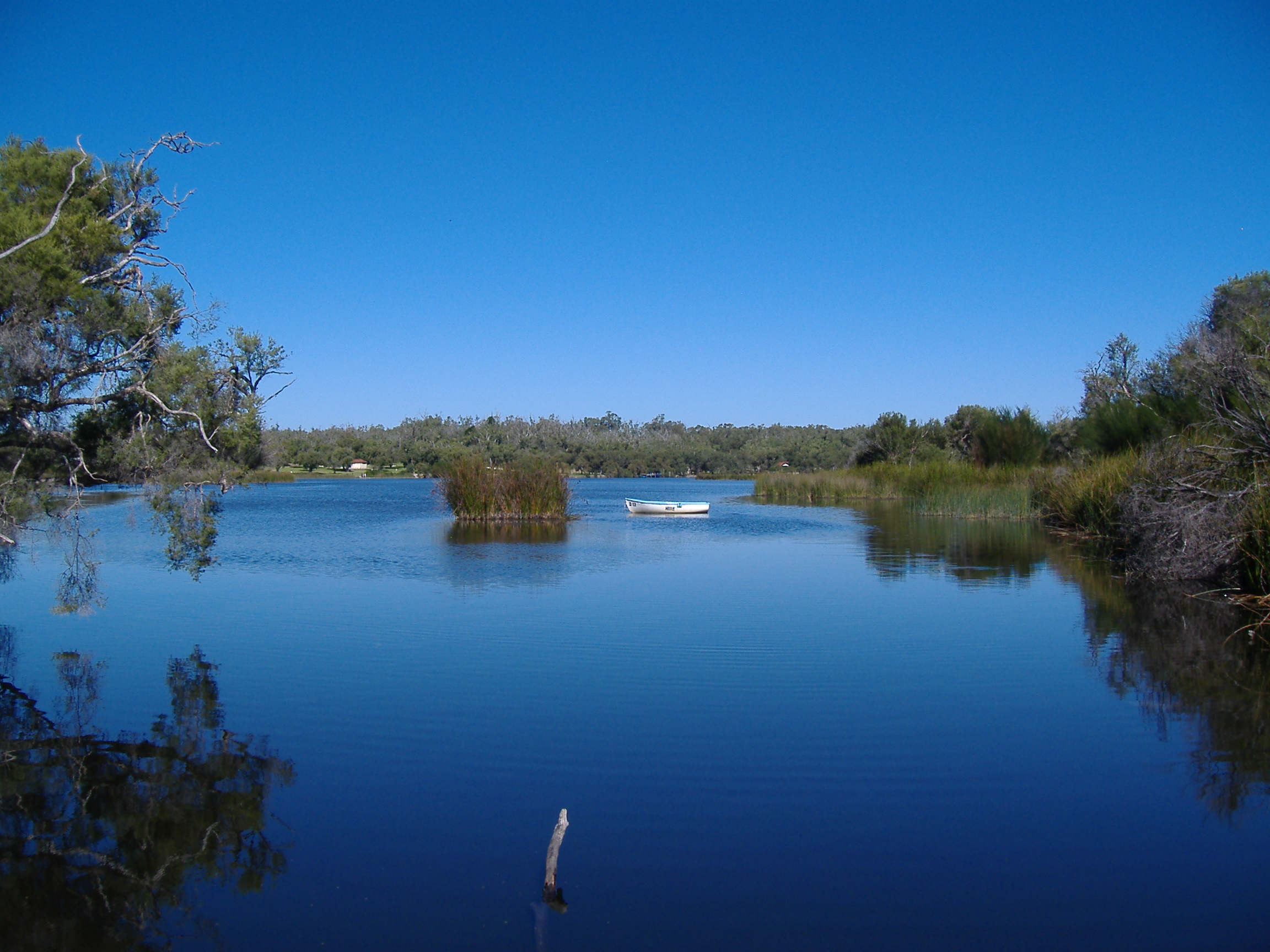
See Loch McNess im Yanchep-Nationalpark

In New South Wales gibt es 202 Nationalparks mit einer Gesamtfläche von 5.236.077 Hektar, was etwa 6,54 % der Gesamtfläche des Bundesstaats entspricht (Stand 2016).
| Bezeichnung                        | Region                               | Fläche [ha] | Datum der Ausweisung | Weblink |
| ---------------------------------- | ------------------------------------ | ----------- | -------------------- | ------- |
| Abercrombie-River-Nationalpark     | Central NSW                          | 19.000      | 22.12.1995           | Info    |
| Arakoon-Nationalpark               |                                      | 115         | 10.12.2010           | Info    |
| Arakwal-Nationalpark               | Northern Rivers                      | 186         | 26.10.2001           | Info    |
| Bago-Bluff-Nationalpark            | Hunter Valley und Mittlere Nordküste | 4.023       | 01.01.1999           | Info    |
| Bald-Rock-Nationalpark             | New England Tablelands               | 8.883       | 12.11.1971           | Info    |
| Bangadilly-Nationalpark            | Südküste und Highlands               | 2.143       | 01.01.2001           | Info    |
| Barakee-Nationalpark               | Hunter Valley und Mittlere Nordküste | 4.981       | 01.01.1999           | Info    |
| Barool-Nationalpark                | New England Tablelands               | 11.214      | 01.01.1999           | Info    |
| Barrington-Tops-Nationalpark       | Hunter Valley und Mittlere Nordküste | 74.568      | 03.12.1969           | Info    |
| Basket-Swamp-Nationalpark          | New England Tablelands               | 2.820       | 01.01.1999           | Info    |
| Belford-Nationalpark               | Central NSW                          | 294         | 01.01.2003           | Info    |
| Bellinger-River-Nationalpark       | Hunter Valley und Mittlere Nordküste | 2.830       | 01.01.1997           | Info    |
| Ben-Halls-Gap-Nationalpark         | Hunter Valley und Mittlere Nordküste | 3.018       | 22.12.1995           | Info    |
| Benambra-Nationalpark              | Südküste und Highlands               | 1.399       | 01.01.2001           | Info    |
| Bendick-Murrell-Nationalpark       |                                      | 1.784       | 01.01.2011           | Info    |
| Beowa-Nationalpark                 | Südküste und Highlands               | 10.486      | 12.11.1971           | Info    |
| Berowra-Valley-Nationalpark        |                                      | 3.876       | 10.09.2012           | Info    |
| Biamanga-Nationalpark              | Südküste und Highlands               | 13.749      | 30.11.1994           | Info    |
| Bimberamala-Nationalpark           | Südküste und Highlands               | 4.396       | 01.01.2001           | Info    |
| Bindarri-Nationalpark              | Hunter Valley und Mittlere Nordküste | 5.513       | 01.01.1999           | Info    |
| Biriwal-Bulga-Nationalpark         | Hunter Valley und Mittlere Nordküste | 6.528       | 01.01.1999           | Info    |
| Blue-Mountains-Nationalpark        | Sydney und Umgebung                  | 267.955     | 25.09.1959           | Info    |
| Bongil-Bongil-Nationalpark         | Hunter Valley und Mittlere Nordküste | 4.233       | 15.03.1995           | Info    |
| Boonoo-Boonoo-Nationalpark         | New England Tablelands               | 4.377       | 19.03.1982           | Info    |
| Booti-Booti-Nationalpark           | Hunter Valley und Mittlere Nordküste | 1.567       | 24.04.1992           | Info    |
| Border-Ranges-Nationalpark         | Northern Rivers                      | 31.729      | 08.06.1979           | Info    |
| Botany-Bay-Nationalpark            | Sydney und Umgebung                  | 456         | 23.11.1984           | Info    |
| Bouddi-Nationalpark                | Sydney und Umgebung                  | 1.532       | 01.07.1935           | Info    |
| Bournda-Nationalpark               | Südküste und Highlands               | 2.655       | 24.04.1992           | Info    |
| Brindabella-Nationalpark           | Südküste und Highlands               | 18.715      | 04.04.1996           | Info    |
| Brisbane-Water-Nationalpark        | Sydney und Umgebung                  | 11.473      | 25.09.1959           | Info    |
| Broadwater-Nationalpark            | Northern Rivers                      | 4.226       | 12.07.1974           | Info    |
| Budawang-Nationalpark              | Südküste und Highlands               | 23.787      | 23.09.1977           | Info    |
| Budderoo-Nationalpark              | Südküste und Highlands               | 7.120       | 03.10.1986           | Info    |
| Bugong-Nationalpark                | Südküste und Highlands               | 1.022       | 01.01.2001           | Info    |
| Bundjalung-Nationalpark            | Northern Rivers                      | 20.359      | 25.01.1980           | Info    |
| Bungawalbin-Nationalpark           | Northern Rivers                      | 3.730       | 01.01.1999           | Info    |
| Bungonia-Nationalpark              | Südküste und Highlands               | 770         | 21.05.2010           | Info    |
| Butterleaf-Nationalpark            | New England Tablelands               | 3.000       | 01.01.1999           | Info    |
| Capertee-Nationalpark              |                                      | 3.000       | 25.06.2010           | Info    |
| Capoompeta-Nationalpark            | New England Tablelands               | 4.297       | 01.01.1999           | Info    |
| Carrai-Nationalpark                | New England Tablelands               | 11.397      | 01.01.1999           | Info    |
| Cascade-Nationalpark               | Hunter Valley und Mittlere Nordküste | 3.620       | 01.01.1999           | Info    |
| Cataract-Nationalpark              | Central NSW                          | 3.406       | 01.01.2003           | Info    |
| Cathedral-Rock-Nationalpark        | New England Tablelands               | 10.921      | 17.11.1978           | Info    |
| Cattai-Nationalpark                | Sydney und Umgebung                  | 424         | 24.04.1992           | Info    |
| Chaelundi-Nationalpark             | New England Tablelands               | 19.175      | 01.01.1997           | Info    |
| Clyde-River-Nationalpark           | Südküste und Highlands               | 1.278       | 01.01.2001           | Info    |
| Cocoparra-Nationalpark             | Central NSW                          | 8.358       | 03.12.1969           | Info    |
| Columbey-Nationalpark              | Hunter Valley und Mittlere Nordküste | 787         | 01.07.2007           | Info    |
| Conimbla-Nationalpark              | Central NSW                          | 8.472       | 18.07.1980           | Info    |
| Conjola-Nationalpark               | Südküste und Highlands               | 11.032      | 30.11.1994           | Info    |
| Coolah-Tops-Nationalpark           | Central NSW                          | 14.056      | 05.07.1996           | Info    |
| Coorabakh-Nationalpark             | Hunter Valley und Mittlere Nordküste | 1.840       | 01.01.1999           | Info    |
| Cottan-Bimbang-Nationalpark        | New England Tablelands               | 30.679      | 01.01.1999           | Info    |
| Crowdy-Bay-Nationalpark            | Hunter Valley und Mittlere Nordküste | 10.300      | 15.12.1972           | Info    |
| Culgoa-Nationalpark                | Outback NSW                          | 35.240      | 04.04.1996           | Info    |
| Cunnawarra-Nationalpark            | New England Tablelands               | 16.315      | 01.01.1999           | Info    |
| Curracabundi-Nationalpark          | Hunter Valley und Mittlere Nordküste | 10.784      | 02.06.2006           | Info    |
| Deua-Nationalpark                  | Südküste und Highlands               | 122.033     | 30.03.1979           | Info    |
| Dharawal-Nationalpark              | Sydney und Umgebung                  | 6.508       | März 2012            | Info    |
| Dharug-Nationalpark                | Sydney und Umgebung                  | 14.850      | 01.10.1967           | Info    |
| Dooragan-Nationalpark              | Hunter Valley und Mittlere Nordküste | 1.042       | 01.01.1997           | Info    |
| Dorrigo-Nationalpark               | Hunter Valley und Mittlere Nordküste | 11.902      | 16.12.1927           | Info    |
| Dunggir-Nationalpark               | Hunter Valley und Mittlere Nordküste | 2.651       | 01.01.1997           | Info    |
| Eurobodalla-Nationalpark           | Südküste und Highlands               | 2.913       | 22.12.1995           | Info    |
| Fortis-Creek-Nationalpark          | Northern Rivers                      | 7.960       | 01.01.1997           | Info    |
| Gaagal-Wanggaan-Nationalpark       | Hunter Valley und Mittlere Nordküste | 635         | 22.04.2010           | Info    |
| Gardens-of-Stone-Nationalpark      | Sydney und Umgebung                  | 15.080      | 30.11.1994           | Info    |
| Garigal-Nationalpark               | Sydney und Umgebung                  | 2.203       | 19.04.1991           | Info    |
| Georges-River-Nationalpark         | Sydney und Umgebung                  | 514         | 24.04.1992           | Info    |
| Ghin-Doo-Ee-Nationalpark           | Hunter Valley und Mittlere Nordküste | 4.819       | 01.01.1999           | Info    |
| Gibraltar-Range-Nationalpark       | New England Tablelands               | 25.407      | 08.03.1963           | Info    |
| Gir-um-bit-Nationalpark            | Central NSW                          | 613         | 01.07.2007           | Info    |
| Goobang-Nationalpark               | Central NSW                          | 42.080      | 22.12.1995           | Info    |
| Goolawah-Nationalpark              | Hunter Valley und Mittlere Nordküste | 534         | 21.05.2010           | Info    |
| Goonengerry-Nationalpark           | Northern Rivers                      | 440         | 01.01.1999           | Info    |
| Goulburn-River-Nationalpark        | Central NSW                          | 72.297      | 11.02.1983           | Info    |
| Gourock-Nationalpark               | Südküste und Highlands               | 7.873       | 01.01.2001           | Info    |
| Gulaga-Nationalpark                | Südküste und Highlands               | 4.673       | 01.01.2001           | Info    |
| Gumbaynggirr-Nationalpark          | Hunter Valley und Mittlere Nordküste | 4.938       | 10.08.2007           | Info    |
| Gundabooka-Nationalpark            | Outback NSW                          | 63.903      | 04.04.1996           | Info    |
| Guy-Fawkes-River-Nationalpark      | New England Tablelands               | 105.937     | 30.06.1972           | Info    |
| Hat-Head-Nationalpark              | Hunter Valley und Mittlere Nordküste | 7.459       | 28.07.1972           | Info    |
| Heathcote-Nationalpark             | Sydney und Umgebung                  | 2.679       | 01.01.1943           | Info    |
| Hunter-Wetlands-Nationalpark       | Hunter Valley und Mittlere Nordküste | 4.254       | 01.07.2007           | Info    |
| Indwarra-Nationalpark              | New England Tablelands               | 940         | 01.01.1999           | Info    |
| Jerrawangala-Nationalpark          | Südküste und Highlands               | 4.009       | 01.01.2001           | Info    |
| Jervis-Bay-Nationalpark            | Südküste und Highlands               | 4.854       | 15.03.1995           | Info    |
| Jimberoo-Nationalpark              |                                      | 1.161       | 01.01.2011           | Info    |
| Jindalee-Nationalpark              |                                      | 1.061       | 01.01.2011           | Info    |
| Junuy-Juluum-Nationalpark          | Hunter Valley und Mittlere Nordküste | 945         | 01.01.1999           | Info    |
| Kalyarr-Nationalpark               | Central NSW                          | 8.173       | 24.06.2005           | Info    |
| Kanangra-Boyd-Nationalpark         | Sydney und Umgebung                  | 68.661      | 03.12.1969           | Info    |
| Karuah-Nationalpark                | Hunter Valley und Mittlere Nordküste | 3.309       | 01.07.2007           | Info    |
| Kemendok-Nationalpark              | Outback NSW                          | 9.874       | 01.07.2010           | Info    |
| Keverstone-Nationalpark            | Südküste und Highlands               | 1.000       | 27.03.2009           | Info    |
| Kinchega-Nationalpark              | Outback NSW                          | 44.260      | 01.10.1967           | Info    |
| Kings-Plains-Nationalpark          | New England Tablelands               | 6.919       | 22.01.1988           | Info    |
| Kooraban-Nationalpark              | Südküste und Highlands               | 11.644      | 01.01.2001           | Info    |
| Koreelah-Nationalpark              | Northern Rivers                      | 5.270       | 01.01.1999           | Info    |
| Kosciuszko-Nationalpark            | Südküste und Highlands               | 673.492     | 05.06.1944           | Info    |
| Ku-ring-gai-Chase-Nationalpark     | Sydney und Umgebung                  | 14.978      | 14.12.1894           | Info    |
| Kumbatine-Nationalpark             | Hunter Valley und Mittlere Nordküste | 15.100      | 01.01.1999           | Info    |
| Kwiambal-Nationalpark              | New England Tablelands               | 7.157       | 19.05.2000           | Info    |
| Lachlan-Valley-Nationalpark        | Central NSW                          | 11.638      | 01.07.2010           | Info    |
| Lane-Cove-Nationalpark             | Sydney und Umgebung                  | 635         | 24.04.1992           | Info    |
| Limeburners-Creek-Nationalpark     |                                      | 9.224       | 01.10.2010           | Info    |
| Livingstone-Nationalpark           | Südküste und Highlands               | 1.919       | 01.01.2001           | Info    |
| Macquarie-Pass-Nationalpark        | Südküste und Highlands               | 1.064       | 03.12.1969           | Info    |
| Malabar-Headland-Nationalpark      |                                      | 18          | 07.12.2012           | Info    |
| Mallanganee-Nationalpark           | Northern Rivers                      | 1.144       | 01.01.1999           | Info    |
| Mallee-Cliffs-Nationalpark         | Outback NSW                          | 57.969      | 22.04.1977           | Info    |
| Mares-Forest-Nationalpark          | Südküste und Highlands               | 700         | 13.08.2010           | Info    |
| Maria-Nationalpark                 | Hunter Valley und Mittlere Nordküste | 2.335       | 01.01.1999           | Info    |
| Marramarra-Nationalpark            | Sydney und Umgebung                  | 11.786      | 28.12.1979           | Info    |
| Marrangaroo-Nationalpark           | Sydney und Umgebung                  | 1.671       | 28.02.2007           | Info    |
| Maryland-Nationalpark              | Northern Rivers                      | 2.283       | 01.01.1999           | Info    |
| Mebbin-Nationalpark                | Northern Rivers                      | 3.800       | 01.01.1999           | Info    |
| Meroo-Nationalpark                 | Südküste und Highlands               | 3.663       | 01.01.2001           | Info    |
| Middle-Brother-Nationalpark        | Hunter Valley und Mittlere Nordküste | 1.830       | 01.01.1999           | Info    |
| Mimosa-Rocks-Nationalpark          | Südküste und Highlands               | 5.802       | 13.04.1973           | Info    |
| Minjary-Nationalpark               | Südküste und Highlands               | 1.462       | 01.01.2001           | Info    |
| Monga-Nationalpark                 | Südküste und Highlands               | 26.465      | 01.01.2001           | Info    |
| Mooball-Nationalpark               | Northern Rivers                      | 1.160       | 01.01.1999           | Info    |
| Morton-Nationalpark                | Südküste und Highlands               | 192.353     | 02.09.1938           | Info    |
| Mount-Clunie-Nationalpark          | Northern Rivers                      | 1.426       | 01.01.1999           | Info    |
| Mount-Imlay-Nationalpark           | Südküste und Highlands               | 4.822       | 21.07.1972           | Info    |
| Mount-Jerusalem-Nationalpark       | Northern Rivers                      | 5.149       | 22.12.1995           | Info    |
| Mount-Kaputar-Nationalpark         | Central NSW                          | 50.225      | 01.10.1967           | Info    |
| Mount-Nothofagus-Nationalpark      | Northern Rivers                      | 2.180       | 01.01.1999           | Info    |
| Mount-Pikapene-Nationalpark        | Northern Rivers                      | 2.630       | 01.01.1999           | Info    |
| Mount-Royal-Nationalpark           | Hunter Valley und Mittlere Nordküste | 6.920       | 01.01.1997           | Info    |
| Mummel-Gulf-Nationalpark           | New England Tablelands               | 14.127      | 01.01.1999           | Info    |
| Mungo-Nationalpark                 | Outback NSW                          | 110.967     | 06.04.1979           | Info    |
| Murramarang-Nationalpark           | Südküste und Highlands               | 12.387      | 04.05.1973           | Info    |
| Murray-Valley-Nationalpark         | Outback NSW                          | 41.601      | 01.07.2010           | Info    |
| Murrumbidgee-Valley-Nationalpark   |                                      | 47.628      | 01.07.2010           | Info    |
| Mutawintji-Nationalpark            | Outback NSW                          | 68.912      | 04.09.1998           | Info    |
| Myall-Lakes-Nationalpark           | Hunter Valley und Mittlere Nordküste | 47.594      | 28.04.1972           | Info    |
| Nangar-Nationalpark                | Central NSW                          | 9.196       | 05.08.1983           | Info    |
| Nattai-Nationalpark                | Sydney und Umgebung                  | 48.985      | 13.12.1991           | Info    |
| New-England-Nationalpark           | New England Tablelands               | 67.303      | 24.05.1935           | Info    |
| Nightcap-Nationalpark              | Northern Rivers                      | 8.080       | 22.04.1983           | Info    |
| Nowendoc-Nationalpark              | New England Tablelands               | 16.297      | 01.01.1999           | Info    |
| Nymboi-Binderay-Nationalpark       | Hunter Valley und Mittlere Nordküste | 17.243      | 01.01.1997           | Info    |
| Nymboida-Nationalpark              | New England Tablelands               | 40.492      | 19.09.1980           | Info    |
| Oolambeyan-Nationalpark            | Central NSW                          | 21.851      | 25.10.2002           | Info    |
| Oxley-Wild-Rivers-Nationalpark     | New England Tablelands               | 142.333     | 26.09.1986           | Info    |
| Paroo-Darling-Nationalpark         | Outback NSW                          | 178.053     | 31.03.2000           | Info    |
| Popran-Nationalpark                | Sydney und Umgebung                  | 3.970       | 30.11.1994           | Info    |
| Ramornie-Nationalpark              | Northern Rivers                      | 3.307       | 01.01.1999           | Info    |
| Richmond-Range-Nationalpark        | Northern Rivers                      | 15.712      | 01.01.1997           | Info    |
| Royal-Nationalpark                 | Sydney und Umgebung                  | 15.092      | 26.04.1879           | Info    |
| Saltwater-Nationalpark             | Hunter Valley und Mittlere Nordküste | 33          | 24.09.2004           | Info    |
| Scheyville-Nationalpark            | Sydney und Umgebung                  | 920         | 04.04.1996           | Info    |
| Scone-Mountain-Nationalpark        | Hunter Valley und Mittlere Nordküste | 78          | 23.12.2005           | Info    |
| Sea-Acres-Nationalpark             |                                      | 76          | 01.10.2010           | Info    |
| Seven-Mile-Beach-Nationalpark      | Südküste und Highlands               | 964         | 12.11.1971           | Info    |
| Single-Nationalpark                | New England Tablelands               | 2.559       | 01.01.1999           | Info    |
| South-East-Forest-Nationalpark     | Südküste und Highlands               | 115.950     | 01.01.1997           | Info    |
| Sturt-Nationalpark                 | Outback NSW                          | 325.329     | 25.02.1972           | Info    |
| Sydney-Harbour-Nationalpark        | Sydney und Umgebung                  | 393         | 04.04.1975           | Info    |
| Tallaganda-Nationalpark            | Südküste und Highlands               | 16.729      | 01.01.2001           | Info    |
| Tapin-Tops-Nationalpark            | Hunter Valley und Mittlere Nordküste | 10.976      | 01.01.1999           | Info    |
| Tarlo-River-Nationalpark           | Südküste und Highlands               | 8.074       | 28.05.1982           | Info    |
| Thirlmere-Lakes-Nationalpark       | Sydney und Umgebung                  | 630         | 07.04.1972           | Info    |
| Tilligerry-Nationalpark            | Hunter Valley und Mittlere Nordküste | 141         | 01.07.2007           | Info    |
| Timbarra-Nationalpark              | Central NSW                          | 1.772       | 01.01.2003           | Info    |
| Tomaree-Nationalpark               | Hunter Valley und Mittlere Nordküste | 2.402       | 09.11.1984           | Info    |
| Tooloom-Nationalpark               | Northern Rivers                      | 4.380       | 22.12.1995           | Info    |
| Toonumbar-Nationalpark             | Northern Rivers                      | 14.991      | 22.12.1995           | Info    |
| Toorale-Nationalpark               |                                      | 30.866      | 26.11.2010           | Info    |
| Towarri-Nationalpark               | Hunter Valley und Mittlere Nordküste | 6.074       | 02.10.1998           | Info    |
| Turon-Nationalpark                 | Central NSW                          | 3.059       | 16.08.2002           | Info    |
| Ulidarra-Nationalpark              | Hunter Valley und Mittlere Nordküste | 680         | 01.01.1999           | Info    |
| Wadbilliga-Nationalpark            | Südküste und Highlands               | 98.530      | 30.03.1979           | Info    |
| Wallarah-Nationalpark              | Hunter Valley und Mittlere Nordküste | 178         | 02.05.2003           | Info    |
| Wallaroo-Nationalpark              | Hunter Valley und Mittlere Nordküste | 2.780       | 01.07.2007           | Info    |
| Wallingat-Nationalpark             | Hunter Valley und Mittlere Nordküste | 6.557       | 01.01.1999           | Info    |
| Warra-Nationalpark                 | New England Tablelands               | 2.031       | 01.01.1999           | Info    |
| Warrabah-Nationalpark              | New England Tablelands               | 3.983       | 06.07.1984           | Info    |
| Warrumbungle-Nationalpark          | Central NSW                          | 23.312      | 30.10.1953           | Info    |
| Washpool-Nationalpark              | New England Tablelands               | 68.554      | 22.04.1983           | Info    |
| Watagans-Nationalpark              | Hunter Valley und Mittlere Nordküste | 7.798       | 01.01.1999           | Info    |
| Weddin-Mountains-Nationalpark      | Central NSW                          | 8.377       | 12.11.1971           | Info    |
| Werakata-Nationalpark              | Sydney und Umgebung                  | 3.337       | 01.01.1999           | Info    |
| Werrikimbe-Nationalpark            | New England Tablelands               | 33.309      | 11.07.1975           | Info    |
| Willandra-Nationalpark             | Outback NSW                          | 19.386      | 26.05.1972           | Info    |
| Willi-Willi-Nationalpark           | Hunter Valley und Mittlere Nordküste | 29.870      | 04.04.1996           | Info    |
| Woko-Nationalpark                  | Hunter Valley und Mittlere Nordküste | 8.730       | 19.03.1982           | Info    |
| Wollemi-Nationalpark               | Sydney und Umgebung                  | 501.703     | 14.12.1979           | Info    |
| Wollumbin-Nationalpark             | Northern Rivers                      | 4.117       | 01.07.2003           | Info    |
| Woolooma-Nationalpark              | Hunter Valley und Mittlere Nordküste | 495         | 23.12.2005           | Info    |
| Woomargama-Nationalpark            | Südküste und Highlands               | 24.185      | 01.01.2001           | Info    |
| Worimi-Nationalpark                | Hunter Valley und Mittlere Nordküste | 1.827       | 01.02.2007           | Info    |
| Wyrrabalong-Nationalpark           | Sydney und Umgebung                  | 620         | 03.05.1991           | Info    |
| Yabbra-Nationalpark                | Northern Rivers                      | 8.890       | 01.01.1999           | Info    |
| Yanga-Nationalpark                 | Outback NSW                          | 42.489      | 01.07.2010           | Info    |
| Yanununbeyan-Nationalpark          | Südküste und Highlands               | 3.521       | 01.01.2001           | Info    |
| Yarrahapinni-Wetlands-Nationalpark | New England Tablelands               | 806         | 28.02.2007           | Info    |
| Yarriabini-Nationalpark            | Hunter Valley und Mittlere Nordküste | 2.183       | 01.01.2003           | Info    |
| Yengo-Nationalpark                 | Sydney und Umgebung                  | 154.328     | 11.03.1988           | Info    |
| Yuraygir-Nationalpark              | Northern Rivers                      | 35.502      | 25.01.1980           | Info    |

Quellen:
- Australian Government - CAPAD 2014 - NSW summary[1]

#### Marine Parks
Die Fläche der sechs Marine Parks in New South Wales beträgt 3.468,16 km² (Stand: Mai 2016).
| Bezeichnung                             | Region         | Fläche [ha] | Datum der Ausweisung | Weblink |
| --------------------------------------- | -------------- | ----------- | -------------------- | ------- |
| Batemans Marine Park                    | Batemans Shelf | 85.211      | 2006                 | Info    |
| Cape Byron Marine Park                  | Tweed-Moreton  | 22.292      | 2002                 | Info    |
| Jervis Bay Marine Park                  | Batemans Shelf | 21.533      | 1998                 | Info    |
| Lord Howe Island Marine Park            |                | 46.849      | 1999                 | Info    |
| Port Stephens - Great Lakes Marine Park | Manning Shelf  | 98.545      | 2005                 | Info    |
| Solitary Islands Marine Park            | Tweed-Moreton  | 72.387      | 1998                 | Info    |

Quelle: Australian Government - Marine CAPAD 2014 - NSW summary

### Northern Territory

#### Nationalparks
1924 wurde Cobourg, heute bekannt als Garig-Gunak-Barlu-Nationalpark, zum ersten Nationalpark im Gebiet des Northern Territory erklärt. Heute gibt es im Northern Territory 20 Nationalparks mit einer Gesamtfläche von 5.931.645 Hektar, was etwa 4,41 % der Gesamtfläche des Bundesstaats entspricht. Mit 17.856.492 Hektar (etwa 13,25 %) ist ein weit größerer Teil als Indigenous Protected Area, also Schutzgebiete unter der Verwaltung der indigenen Bevölkerung, ausgewiesen.
| Bezeichnung                                                                      | Region            | Fläche [ha] | Datum der Ausweisung | Weblink |
| -------------------------------------------------------------------------------- | ----------------- | ----------- | -------------------- | ------- |
| Barranyi-(North-Island)-Nationalpark                                             | Katherine         | 5.421       | 1992                 | Info    |
| Charles-Darwin-Nationalpark                                                      | Darwin            | 1.350       | 1998                 | Info    |
| Davenport-Range-Nationalpark                                                     | Barkly            | 127.710     | 1993                 | Info    |
| Djukbinj-Nationalpark                                                            | Darwin            | 55.351      | 1970                 | Info    |
| Dulcie-Range-Nationalpark                                                        | Burt Plain        | 18.780      | 1991                 | Info    |
| Elsey-Nationalpark                                                               | Katherine         | 13.924      | 1990                 | Info    |
| Finke-Gorge-Nationalpark                                                         | Zentralaustralien | 45.285      | 1966                 | Info    |
| Garig-Gunak-Barlu-Nationalpark (früher Gurig-Nationalpark & Cobourg-Marine Park) | Darwin            | 220.700     | 1961                 | Info    |
| Judbarra / Gregory-Nationalpark                                                  | Katherine         | 1.300.080   | 1990                 | Info    |
| Kakadu-Nationalpark                                                              | Darwin            | 1.903.745   | 1981                 | Info    |
| Keep-River-Nationalpark                                                          | Katherine         | 56.900      | 1981                 | Info    |
| Limmen-Nationalpark                                                              | Katherine         | 932.700     | 2012                 | Info    |
| Litchfield-Nationalpark                                                          | Darwin            | 146.100     | 1991                 | Info    |
| Mary-River-Nationalpark                                                          | Darwin            | 121.525     | 1966                 | Info    |
| Nitmiluk-Nationalpark                                                            | Katherine         | 294.664     | 1962                 | Info    |
| Uluṟu-Kata-Tjuṯa-Nationalpark (UNESCO-Weltkultur- und Weltnaturerbe)             | Zentralaustralien | 132.600     | 1958                 | Info    |
| Watarrka-Nationalpark                                                            | Zentralaustralien | 72.200      | 1982                 | Info    |
| West-MacDonnell-Nationalpark                                                     | Zentralaustralien | 206.900     | 1992                 | Info    |

Quelle: Australian Government - CAPAD 2014 - NT summary

#### Marine Parks
Die Fläche der zwei Marine Parks im Northern Territory beträgt 2.908,73 km² (Stand: Mai 2016).
| Bezeichnung                   | Region                             | Fläche [ha] | Datum der Ausweisung | Weblink |
| ----------------------------- | ---------------------------------- | ----------- | -------------------- | ------- |
| Garig Gunak Barlu Marine Park | Cobourg, Arafura, Van Diemens Gulf | 223.364     | 1983                 | Info    |
| Limmen Bight Marine Park      | Pellew                             | 67.510      | 2012                 | Info    |

Quelle: Australian Government - Marine CAPAD 2014 - NT summary

### Queensland
Im März 2008 hat die Regierung von Queensland angekündigt die Fläche der Nationalparks von 5 Prozent der Landesfläche auf 7,5 Prozent bis zum Jahr 2020 zu erweitern. Zudem soll im gleichen Zeitraum die Gesamtfläche der Schutzgebiete auf insgesamt 20 Millionen Hektar erweitert werden, darunter fallen zum Beispiel auch Conservation Parks, Forest Reserves, Nature Refuges.

#### Historische Entwicklung
| Jahr | Nationalparks | Nationalparks | Nationalparks | Nationalparks (Erholungsphase) | Nationalparks (Erholungsphase) | Nationalparks (Erholungsphase) | Nationalparks (Wissenschaftlich) | Nationalparks (Wissenschaftlich) | Nationalparks (Wissenschaftlich) | Nationalparks (CYPAL) | Nationalparks (CYPAL) | Nationalparks (CYPAL) | Alle Schutzgebiete | Alle Schutzgebiete |
|      | Anzahl        | Fläche        | % QLD         | Anzahl                         | Fläche                         | % QLD                          | Anzahl                           | Fläche                           | % QLD                            | Anzahl                | Fläche                | % QLD                 | Gesamtfläche       | % QLD              |
| ---- | ------------- | ------------- | ------------- | ------------------------------ | ------------------------------ | ------------------------------ | -------------------------------- | -------------------------------- | -------------------------------- | --------------------- | --------------------- | --------------------- | ------------------ | ------------------ |
| 1997 | 207           | 6.269.020     |               | -                              |                                |                                | 8                                | 59.622                           |                                  | -                     |                       |                       |                    |                    |
| 1999 | 216           | 6.587.093     |               | -                              |                                |                                | 7                                | 52.181                           |                                  | -                     |                       |                       | 6.938.764          |                    |
| 2002 | 213           | 6.661.888     | 3,85          | -                              |                                |                                | 7                                | 52.181                           | 0,03                             | -                     |                       |                       | 7.120.079          | 4,12               |
| 2004 | 212           | 6.688.498     | 3,87          | -                              |                                |                                | 7                                | 52.181                           | 0,03                             | -                     |                       |                       | 8.619.427          | 4,98               |
| 2006 | 255           | 7.469.862     | 4,32          | 13                             | 17.687                         | 0,01                           | 7                                | 52.181                           | 0,03                             | -                     |                       |                       | 9.608.482          | 5,55               |
| 2008 | 268           | 7.604.843     | 4,40          | 17                             | 25.690                         | 0,01                           | 8                                | 52.221                           | 0,03                             | 2                     | 193.918               | 0,11                  | 10.339.234         | 5,98               |
| 2010 | 286           | 7.776.105     | 4,50          | 19                             | 29.192                         | 0,02                           | 9                                | 53.189                           | 0,03                             | 5                     | 274.636               | 0,16                  | 11.505.188         | 6,65               |
| 2012 | 283           | 6.902.737     | 3,99          | 19                             | 32.655                         | 0,02                           | 9                                | 53.189                           | 0,03                             | 15                    | 1.318.638             | 0,76                  | 12.948.848         | 7,49               |
| 2014 | 278           | 6.630.537     | 3,83          | -                              | -                              | -                              | -                                | -                                | -                                | 22                    | 1.677.990             | 0,97                  | 14.108.222         | 8,16               |

Anmerkung:
- % QLD: Anteil an der Gesamtfläche Queenslands
- Fläche: Fläche in Hektar
- Ab 2014 werden wissenschaftliche Nationalparks oder Nationalpark in der Erholungsphase nicht mehr getrennt ausgewiesen.

#### Nationalparks
| Bezeichnung                                                                | Region              | Fläche [ha] | Seit | Coord                           | Weblink |
| -------------------------------------------------------------------------- | ------------------- | ----------- | ---- | ------------------------------- | ------- |
| Albinia-Nationalpark                                                       | Outback Queensland  | 7.360       | 2008 | 0 24° 28′ 29″ S, 148° 29′ 32″ O |         |
| Alton-Nationalpark                                                         | North Queensland    | 558         | 1980 | 0 27° 59′ 51″ S, 149° 19′ 54″ O |         |
| Amamoor-Nationalpark                                                       | Sunshine Coast      | 38          | 2006 | 0 26° 19′ 29″ S, 152° 38′ 45″ O | Info    |
| Annan-River-Nationalpark                                                   | North Queensland    | 8.830       | 2006 | 0 15° 34′ 0″ S, 145° 12′ 25″ O  | Info    |
| Astrebla-Downs-Nationalpark                                                | Outback             | 176.000     | 1996 | 0 24° 13′ 1″ S, 140° 37′ 7″ O   |         |
| Auburn-River-Nationalpark                                                  | Sunshine Coast      | 405         | 1964 | 0 25° 43′ 8″ S, 151° 3′ 10″ O   | Info    |
| Ban-Ban-Nationalpark                                                       | Sunshine Coast      | 1.958       | 2006 | 0 25° 49′ 9″ S, 151° 57′ 55″ O  |         |
| Bania-Nationalpark                                                         | Sunshine Coast      | 33.110      | 2008 | 0 24° 58′ 50″ S, 151° 28′ 57″ O |         |
| Barnard-Island-Group-Nationalpark                                          | Um Townsville       | 30          | 1994 | 0 17° 44′ 16″ S, 146° 9′ 34″ O  | Info    |
| Barron-Gorge-Nationalpark                                                  | North Queensland    | 2.824       | 1940 | 0 16° 53′ 6″ S, 145° 39′ 31″ O  | Info    |
| Basilisk-Range-Nationalpark                                                | North Queensland    | 2.210       | 2010 | 0 17° 41′ 40″ S, 145° 58′ 40″ O |         |
| Beeron-Nationalpark                                                        | Sunshine Coast      | 7.003       | 2009 | 0 26° 0′ 23″ S, 151° 18′ 52″ O  |         |
| Bellthorpe-Nationalpark                                                    | Sunshine Coast      | 7.550       | 2010 | 0 26° 53′ 30″ S, 152° 40′ 45″ O | Info    |
| Benarkin-Nationalpark                                                      | Sunshine Coast      | 218         | 2006 | 0 26° 45′ 37″ S, 152° 10′ 17″ O | Info    |
| Bendidee-Nationalpark                                                      | Um Brisbane         | 931         | 1979 | 0 28° 17′ 56″ S, 150° 31′ 8″ O  |         |
| Beninbi-Nationalpark                                                       | Sunshine Coast      | 2.586       | 2006 | 0 25° 53′ 0″ S, 151° 44′ 24″ O  |         |
| Bingera-Nationalpark                                                       | Sunshine Coast      | 5.407       | 2009 | 0 25° 1′ 40″ S, 152° 18′ 57″ O  |         |
| Binya-Nationalpark                                                         | Outback Queensland  | 13.710      | 2009 | 0 28° 50′ 48″ S, 145° 36′ 43″ O |         |
| Black-Mountain-Nationalpark                                                | North Queensland    | 903         | 1980 | 0 15° 39′ 56″ S, 145° 14′ 3″ O  | Info    |
| Blackbraes-Nationalpark                                                    | North Queensland    | 36.587      | 1998 | 0 19° 34′ 55″ S, 144° 1′ 10″ O  | Info    |
| Blackdown-Tableland-Nationalpark                                           | Central Highlands   | 47.950      | 1991 | 0 23° 48′ 49″ S, 149° 6′ 4″ O   | Info    |
| Blackwood-Nationalpark                                                     | Mackay/Proserpine   | 1.648       | 1991 | 0 21° 27′ 26″ S, 146° 42′ 48″ O | Info    |
| Bladensburg-Nationalpark                                                   | Outback Queensland  | 84.900      | 1984 | 0 22° 38′ 32″ S, 143° 3′ 57″ O  | Info    |
| Blue-Lake-Nationalpark seit 2011 Teil von Naree-Budjong-Djara-Nationalpark | Um Brisbane         | 500         | 1962 |                                 | Info    |
| Bluff-Hill-Nationalpark                                                    | Mackay/Proserpine   | 1.806       | 2008 | 0 21° 3′ 17″ S, 148° 46′ 39″ O  |         |
| Boodjamulla-Nationalpark                                                   | Outback Queensland  | 282.000     | 1984 | 0 18° 38′ 23″ S, 138° 16′ 36″ O | Info    |
| Bowling-Green-Bay-Nationalpark                                             | Um Townsville       | 58.128      | 1977 | 0 19° 30′ 26″ S, 146° 57′ 37″ O | Info    |
| Brampton-Islands-Nationalpark                                              | Mackay/Proserpine   | 1.010       | 1968 | 0 20° 47′ 8″ S, 149° 17′ 17″ O  | Info    |
| Bribie-Island-Nationalpark                                                 | Um Brisbane         | 9.660       | 2008 | 0 27° 1′ 11″ S, 153° 7′ 26″ O   | Info    |
| Broad-Sound-Islands-Nationalpark                                           | Central Coast       | 2.760       | 2000 | 0 22° 12′ 34″ S, 149° 53′ 36″ O | Info    |
| Brook-Islands-Nationalpark                                                 | Um Townsville       | 63          | 2000 | 0 18° 8′ 19″ S, 146° 16′ 55″ O  | Info    |
| Bulburin-Nationalpark                                                      | Central Coast       | 32.660      | 2006 | 0 24° 38′ 57″ S, 151° 30′ 29″ O | Info    |
| Bulleringa-Nationalpark                                                    | North Queensland    | 54.400      | 1992 | 0 17° 35′ 58″ S, 143° 51′ 36″ O | Info    |
| Bunya-Mountains-Nationalpark                                               | Westlich Brisbane   | 19.230      | 1908 | 0 26° 49′ 10″ S, 151° 32′ 5″ O  | Info    |
| Burleigh-Head-Nationalpark                                                 | Um Brisbane         | 27          | 1994 | 0 28° 5′ 50″ S, 153° 27′ 24″ O  | Info    |
| Burrum-Coast-Nationalpark                                                  | Sunshine Coast      | 26.055      | 1995 | 0 25° 2′ 14″ S, 152° 28′ 7″ O   | Info    |
| Byfield-Nationalpark                                                       | Central Coast       | 14.645      | 1988 | 0 22° 54′ 0″ S, 150° 44′ 52″ O  | Info    |
| Camooweal-Caves-Nationalpark                                               | Outback Queensland  | 13.800      | 1988 | 0 20° 1′ 2″ S, 138° 11′ 2″ O    | Info    |
| Cania-Gorge-Nationalpark                                                   | Sunshine Coast      | 3.000       | 1977 | 0 24° 40′ 59″ S, 150° 59′ 7″ O  | Info    |
| Cape-Hillsborough-Nationalpark                                             | Mackay/Proserpine   | 1.103       | 1985 | 0 20° 54′ 42″ S, 149° 1′ 39″ O  | Info    |
| Cape-Palmerston-Nationalpark                                               | Mackay/Proserpine   | 7.200       | 1976 | 0 21° 35′ 29″ S, 149° 25′ 47″ O | Info    |
| Cape-Upstart-Nationalpark                                                  | Mackay/Proserpine   | 8.480       | 1969 | 0 19° 45′ 1″ S, 147° 48′ 0″ O   | Info    |
| Capricorn-Coast-Nationalpark                                               | Central Coast       | 175         | 1992 | 0 23° 17′ 8″ S, 150° 48′ 30″ O  | Info    |
| Capricornia-Cays-Nationalpark                                              | Central Coast       | 180         | 1994 | 0 23° 17′ 48″ S, 151° 42′ 27″ O | Info    |
| Carnarvon-Nationalpark                                                     | Central Highlands   | 298.000     | 1932 | 0 25° 2′ 41″ S, 148° 14′ 56″ O  | Info    |
| Castle-Tower-Nationalpark                                                  | Central Coast       | 8.511       | 1932 | 0 24° 10′ 42″ S, 151° 19′ 37″ O | Info    |
| Cedar-Bay-Nationalpark seit 2011 Ngalba-Bulal-Nationalpark                 | North Queensland    | 5.650       | 1977 | 0 15° 47′ 39″ S, 145° 20′ 25″ O | Info    |
| Cherbourg-Nationalpark                                                     | Sunshine Coast      | 995         | 2006 | 0 26° 24′ 41″ S, 151° 59′ 31″ O |         |
| Chesterton-Range-Nationalpark                                              | Outback Queensland  | 31.200      | 1992 | 0 26° 16′ 52″ S, 147° 21′ 9″ O  |         |
| Chillagoe-Mungana-Caves-Nationalpark                                       | North Queensland    | 3.575       | 1995 | 0 17° 12′ 7″ S, 144° 30′ 32″ O  | Info    |
| Claremont-Isles-Nationalpark                                               | Cape York Halbinsel | 63          | 1989 | 0 13° 56′ 16″ S, 143° 45′ 15″ O | Info    |
| Cliff-Island-Nationalpark seit 2010 Marpa-Nationalpark                     | Cape York Halbinsel | 43          | 1989 | 0 14° 13′ 34″ S, 143° 47′ 35″ O |         |
| Clump-Mountain-Nationalpark                                                | North Queensland    | 312         | 1963 | 0 17° 50′ 35″ S, 146° 5′ 32″ O  | Info    |
| Coalstoun-Lakes-Nationalpark                                               | Central Coast       | 26          | 1929 | 0 25° 35′ 48″ S, 151° 54′ 37″ O | Info    |
| Conondale-Nationalpark                                                     | Sunshine Coast      | 35.648      | 1977 | 0 26° 46′ 9″ S, 152° 33′ 51″ O  | Info    |
| Conway-Nationalpark                                                        | Mackay/Proserpine   | 26.460      | 1938 | 0 20° 23′ 1″ S, 148° 47′ 59″ O  | Info    |
| Cordalba-Nationalpark                                                      | Sunshine Coast      | 2.473       | 2007 | 0 25° 6′ 55″ S, 152° 5′ 47″ O   |         |
| Crater-Lakes-Nationalpark                                                  | Westlich Brisbane   | 974         | 1994 | 0 17° 15′ 8″ S, 145° 38′ 18″ O  | Info    |
| Crows-Nest-Nationalpark                                                    | Westlich Brisbane   | 1.800       | 1967 | 0 27° 16′ 9″ S, 152° 7′ 6″ O    | Info    |
| Cudmore-Nationalpark                                                       | Outback Queensland  | 20.400      | 1998 | 0 23° 0′ 55″ S, 146° 17′ 32″ O  |         |
| Culgoa-Floodplain-Nationalpark                                             | Outback Queensland  | 61.900      | 2008 | 0 28° 54′ 18″ S, 146° 57′ 17″ O | Info    |
| Currawinya-Nationalpark                                                    | Outback Queensland  | 154.870     | 1991 | 0 28° 50′ 38″ S, 144° 19′ 41″ O | Info    |
| Curtain-Fig-Nationalpark                                                   | North Queensland    | 195         | 2005 | 0 17° 16′ 49″ S, 145° 34′ 13″ O | Info    |
| Curtis-Island-Nationalpark                                                 | Central Coast       | 8.640       | 1909 | 0 23° 35′ 38″ S, 151° 13′ 1″ O  | Info    |
| D’Aguilar-Nationalpark                                                     | Um Brisbane         | 36.422      | 2009 | 0 27° 17′ 36″ S, 152° 43′ 20″ O | Info    |
| Daintree-Nationalpark                                                      | North Queensland    | 77.216      | 1967 | 0 16° 16′ 3″ S, 145° 10′ 38″ O  | Info    |
| Dalrymple-Nationalpark                                                     | Um Townsville       | 1.660       | 1990 | 0 19° 48′ 59″ S, 146° 6′ 32″ O  | Info    |
| Dan-Dan-Nationalpark                                                       | Central Coast       | 1.645       | 2006 | 0 24° 9′ 44″ S, 151° 4′ 17″ O   |         |
| Danbulla-Nationalpark                                                      | North Queensland    | 8.133       | 2011 | 0 17° 6′ 40″ S, 145° 36′ 34″ O  | Info    |
| Davies-Creek-Nationalpark                                                  | North Queensland    | 486         | 1971 | 0 17° 0′ 44″ S, 145° 34′ 50″ O  | Info    |
| Dawes-Nationalpark                                                         | Central Coast       | 4.630       | 2006 | 0 24° 32′ 10″ S, 151° 16′ 52″ O |         |
| Deepwater-Nationalpark                                                     | Central Coast       | 4.730       | 1988 | 0 24° 15′ 40″ S, 151° 53′ 31″ O | Info    |
| Deer-Reserve-Nationalpark                                                  | Westlich Brisbane   | 3.228       | 2006 | 0 27° 5′ 8″ S, 152° 31′ 37″ O   |         |
| Denham-Group-Nationalpark                                                  | Cape York Halbinsel | 90          | 1989 | 0 11° 10′ 15″ S, 143° 0′ 55″ O  | Info    |
| Diamantina-Nationalpark                                                    | Outback Queensland  | 507.000     | 1993 | 0 23° 49′ 3″ S, 141° 27′ 18″ O  | Info    |
| Dinden-Nationalpark                                                        | North Queensland    | 19.706      | 2005 | 0 17° 1′ 35″ S, 145° 38′ 24″ O  | Info    |
| Dipperu-Nationalpark                                                       | Mackay/Proserpine   | 11.100      | 1969 | 0 21° 56′ 6″ S, 148° 42′ 8″ O   |         |
| Djiru-Nationalpark                                                         | North Queensland    | 4.123       | 2005 | 0 17° 53′ 57″ S, 146° 3′ 19″ O  | Info    |
| Dryander-Nationalpark                                                      | Mackay/Proserpine   | 11.964      | 1938 | 0 20° 17′ 45″ S, 148° 35′ 14″ O | Info    |
| Dularcha-Nationalpark                                                      | Sunshine Coast      | 464         | 1921 | 0 26° 47′ 18″ S, 152° 57′ 21″ O | Info    |
| Edmund-Kennedy-Nationalpark seit 2009 Teil des Girramay-Nationalpark       | Um Townsville       |             |      |                                 | Info    |
| Ella-Bay-Nationalpark                                                      | North Queensland    | 3.710       | 1952 | 0 17° 25′ 54″ S, 146° 2′ 24″ O  |         |
| Endeavour-River-Nationalpark                                               | North Queensland    | 2.199       | 1975 | 0 15° 26′ 10″ S, 145° 13′ 6″ O  | Info    |
| Epping-Forest-Nationalpark                                                 | Outback Queensland  | 2.750       | 1974 | 0 22° 21′ 29″ S, 146° 42′ 21″ O |         |
| Erringibba-Nationalpark                                                    | Westlich Brisbane   | 877         | 1990 | 0 27° 17′ 20″ S, 149° 42′ 15″ O |         |
| Esk-Nationalpark                                                           | Westlich Brisbane   | 377         | 2006 | 0 27° 17′ 37″ S, 152° 19′ 14″ O |         |
| Eubenangee-Swamp-Nationalpark                                              | North Queensland    | 1.900       | 1968 | 0 17° 26′ 19″ S, 145° 57′ 25″ O | Info    |
| Eudlo-Creek-Nationalpark                                                   | Um Brisbane         | 42          | 1951 | 0 26° 42′ 17″ S, 152° 57′ 47″ O |         |
| Eungella-Nationalpark                                                      | Mackay/Proserpine   | 59.865      | 1936 | 0 21° 5′ 15″ S, 148° 33′ 55″ O  | Info    |
| Eurimbula-Nationalpark                                                     | Central Coast       | 23.670      | 1977 | 0 24° 11′ 19″ S, 151° 44′ 1″ O  | Info    |
| Expedition-Nationalpark                                                    | Outback Queensland  | 109.945     | 1991 | 0 25° 34′ 33″ S, 149° 0′ 45″ O  | Info    |
| Fairlies-Knob-Nationalpark                                                 | Sunshine Coast      | 299         | 1910 | 0 25° 30′ 8″ S, 152° 16′ 58″ O  |         |
| Family-Islands-Nationalpark                                                | Um Townsville       | 663         | 1936 | 0 17° 56′ 42″ S, 146° 9′ 38″ O  | Info    |
| Ferntree-Creek-Nationalpark                                                | Sunshine Coast      | 72          | 1947 | 0 26° 36′ 34″ S, 152° 57′ 56″ O |         |
| Finucane-Island-Nationalpark                                               | North Queensland    | 7.670       | 2008 | 0 17° 39′ 51″ S, 139° 46′ 51″ O | Info    |
| Fitzroy-Island-Nationalpark                                                | North Queensland    | 290         | 1939 | 0 16° 56′ 10″ S, 145° 59′ 38″ O | Info    |
| Forbes-Islands-Nationalpark seit 2011 Wuthara-Island-Nationalpark          | Cape York Halbinsel | 115         | 1990 | 0 12° 17′ 15″ S, 143° 24′ 34″ O | Info    |
| Forest-Den-Nationalpark                                                    | Outback Queensland  | 5.890       | 1991 | 0 22° 7′ 11″ S, 145° 13′ 12″ O  | Info    |
| Fort-Lytton-Nationalpark                                                   | Um Brisbane         | 12          | 1990 | 0 27° 24′ 48″ S, 153° 9′ 3″ O   | Info    |
| Forty-Mile-Scrub-Nationalpark                                              | North Queensland    | 6.330       | 1970 | 0 18° 6′ 30″ S, 144° 50′ 56″ O  | Info    |
| Frankland-Group-Nationalpark                                               | North Queensland    | 94          | 1936 | 0 17° 9′ 25″ S, 146° 0′ 37″ O   | Info    |
| Freshwater-Nationalpark                                                    | Um Brisbane         | 156         | 1973 | 0 27° 10′ 33″ S, 152° 59′ 25″ O |         |
| Gadgarra-Nationalpark                                                      | North Queensland    | 8.270       | 2010 | 0 17° 19′ 12″ S, 145° 43′ 11″ O |         |
| Gatton-Nationalpark                                                        | Westlich Brisbane   | 426         | 2006 | 0 27° 36′ 21″ S, 152° 18′ 6″ O  |         |
| Geham-Nationalpark                                                         | Westlich Brisbane   | 22          | 2006 | 0 27° 23′ 18″ S, 152° 2′ 15″ O  |         |
| Girramay-Nationalpark                                                      | Um Townsville       | 33.730      | 2007 | 0 18° 9′ 25″ S, 145° 50′ 33″ O  | Info    |
| Girraween-Nationalpark                                                     | Westlich Brisbane   | 11.800      | 1966 | 0 28° 51′ 27″ S, 151° 57′ 13″ O | Info    |
| Girringun-Nationalpark                                                     | Um Townsville       | 208.550     | 1992 | 0 18° 22′ 18″ S, 145° 42′ 14″ O | Info    |
| Glass-House-Mountains-Nationalpark                                         | Sunshine Coast      | 3.037       | 1994 | 0 26° 57′ 0″ S, 152° 56′ 35″ O  | Info    |
| Glastonbury-Nationalpark                                                   | Sunshine Coast      | 531         | 2011 | 0 26° 17′ 22″ S, 152° 30′ 29″ O |         |
| Glenbar-Nationalpark                                                       | Sunshine Coast      | 2.970       | 2006 | 0 25° 50′ 15″ S, 152° 20′ 40″ O |         |
| Gloucester-Island-Nationalpark                                             | Mackay/Proserpine   | 2.960       | 1995 | 0 20° 0′ 47″ S, 148° 27′ 26″ O  |         |
| Goneaway-Nationalpark                                                      | Outback Queensland  | 24.800      | 1994 | 0 23° 46′ 25″ S, 142° 14′ 55″ O | Info    |
| Good-Night-Scrub-Nationalpark                                              | Sunshine Coast      | 6.680       | 2005 | 0 25° 18′ 26″ S, 151° 53′ 20″ O | Info    |
| Goodedulla-Nationalpark                                                    | Central Coast       | 25.500      | 1994 | 0 23° 14′ 54″ S, 149° 44′ 21″ O | Info    |
| Goold-Island-Nationalpark                                                  | Um Townsville       | 823         | 2000 | 0 18° 9′ 56″ S, 146° 10′ 18″ O  | Info    |
| Goomboorian-Nationalpark                                                   | Sunshine Coast      | 1.828       | 2008 | 0 26° 10′ 53″ S, 152° 47′ 23″ O |         |
| Great-Basalt-Wall-Nationalpark                                             | Um Townsville       | 35.200      | 1981 | 0 20° 0′ 55″ S, 145° 16′ 53″ O  | Info    |
| Great-Sandy-Nationalpark                                                   | Sunshine Coast      | 221.072     | 1971 | 0 25° 24′ 17″ S, 153° 9′ 0″ O   | Info    |
| Green-Island-Nationalpark                                                  | North Queensland    | 7           | 1937 | 0 16° 45′ 35″ S, 145° 58′ 29″ O | Info    |
| Grey-Peaks-Nationalpark                                                    | North Queensland    | 1.083       | 2005 | 0 17° 2′ 28″ S, 145° 51′ 1″ O   | Info    |
| Grongah-Nationalpark                                                       | Sunshine Coast      | 22.900      | 2007 | 0 25° 59′ 55″ S, 152° 7′ 44″ O  |         |
| Gympie-Nationalpark                                                        | Sunshine Coast      | 1.768       | 2006 | 0 26° 5′ 8″ S, 152° 42′ 34″ O   |         |
| Halifax-Bay-Wetlands-Nationalpark                                          | North Queensland    | 1.798       | 1994 | 0 18° 46′ 13″ S, 146° 16′ 3″ O  | Info    |
| Hampton-Nationalpark                                                       | Westlich Brisbane   | 3           | 2006 | 0 27° 21′ 9″ S, 152° 4′ 25″ O   |         |
| Hann-Tableland-Nationalpark                                                | North Queensland    | 10.820      | 1989 | 0 16° 52′ 40″ S, 145° 14′ 8″ O  |         |
| Hasties-Swamp-Nationalpark                                                 | North Queensland    | 56          | 1980 | 0 17° 17′ 57″ S, 145° 28′ 33″ O | Info    |
| Hell-Hole-Gorge-Nationalpark                                               | Outback Queensland  | 12.700      | 1992 | 0 25° 32′ 27″ S, 144° 9′ 33″ O  |         |
| Herberton-Range-Nationalpark                                               | North Queensland    | 6.350       | 2008 | 0 17° 23′ 36″ S, 145° 27′ 20″ O | Info    |
| Hinchinbrook-Island-Nationalpark                                           | Um Townsville       | 40.400      | 1932 | 0 18° 26′ 16″ S, 146° 12′ 50″ O | Info    |
| Holbourne-Island-Nationalpark                                              | Mackay/Proserpine   | 33          | 1982 | 0 19° 43′ 41″ S, 148° 21′ 36″ O | Info    |
| Homevale-Nationalpark                                                      | Mackay/Proserpine   | 21.780      | 1995 | 0 21° 22′ 19″ S, 148° 28′ 14″ O | Info    |
| Hope-Islands-Nationalpark                                                  | North Queensland    | 84          | 1939 | 0 16° 17′ 54″ S, 145° 29′ 58″ O | Info    |
| Hull-River-Nationalpark                                                    | Um Townsville       | 3.695       | 1968 | 0 17° 58′ 55″ S, 146° 3′ 15″ O  |         |
| Humboldt-Nationalpark                                                      | Outback Queensland  | 7.660       | 2009 | 0 24° 13′ 40″ S, 148° 57′ 44″ O |         |
| Idalia-Nationalpark                                                        | Outback Queensland  | 144.000     | 1990 | 0 24° 57′ 14″ S, 144° 40′ 54″ O | Info    |
| Iron-Range-Nationalpark seit 2011 Kutini-Payamu-Nationalpark               | Cape York Halbinsel | 47.118      | 2008 | 0 12° 44′ 25″ S, 143° 16′ 43″ O | Info    |
| Isla-Gorge-Nationalpark                                                    | Central Highlands   | 7.850       | 1964 | 0 25° 10′ 7″ S, 149° 56′ 0″ O   | Info    |
| Jack-River-Nationalpark seit 2013 Muundhi-(Jack-River)-Nationalpark        | Cape York Halbinsel |             |      |                                 |         |
| Japoon-Nationalpark                                                        | North Queensland    | 24.799      | 1992 | 0 17° 46′ 40″ S, 145° 53′ 43″ O |         |
| Jardine-River-Nationalpark                                                 | Cape York Halbinsel | 237.000     | 1994 | 0 11° 18′ 12″ S, 142° 36′ 44″ O | Info    |
| Junee-Nationalpark                                                         | Central Coast       | 5.400       | 2000 | 0 22° 44′ 47″ S, 148° 59′ 19″ O |         |
| Kelvin-Nationalpark                                                        | Mackay/Proserpine   | 37          | 2009 | 0 21° 34′ 34″ S, 149° 11′ 58″ O |         |
| Keppel-Bay-Islands-Nationalpark                                            | Central Coast       | 827         | 1994 | 0 23° 4′ 16″ S, 150° 53′ 57″ O  | Info    |
| Kinrara-Nationalpark                                                       | North Queensland    | 7.580       | 2003 | 0 18° 26′ 53″ S, 144° 57′ 53″ O |         |
| Kirrama-Nationalpark                                                       | Um Townsville       | 17.290      | 2005 | 0 18° 10′ 1″ S, 145° 42′ 38″ O  | Info    |
| Kondalilla-Nationalpark                                                    | Sunshine Coast      | 1.591       | 1945 | 0 26° 42′ 7″ S, 152° 50′ 40″ O  | Info    |
| Koombooloomba-Nationalpark                                                 | North Queensland    | 29.258      | 2010 | 0 18° 0′ 41″ S, 145° 36′ 10″ O  | Info    |
| Kroombit-Tops-Nationalpark                                                 | Central Coast       | 43.260      | 1974 | 0 24° 25′ 27″ S, 150° 56′ 36″ O | Info    |
| Kuranda-Nationalpark                                                       | North Queensland    | 26.880      | 1989 | 0 16° 42′ 22″ S, 145° 25′ 52″ O | Info    |
| Kurrimine-Beach-Nationalpark                                               | North Queensland    | 910         | 1977 | 0 17° 43′ 50″ S, 146° 5′ 48″ O  | Info    |
| Lake-Barrine-Nationalpark seit 1994 Teil des Crater-Lakes-Nationalpark     | North Queensland    |             | 1934 |                                 | Info    |
| Lake-Bindegolly-Nationalpark                                               | Outback Queensland  | 12.500      | 1994 | 0 28° 0′ 44″ S, 144° 11′ 46″ O  | Info    |
| Lake-Eacham-Nationalpark seit 1994 Teil des Crater-Lakes-Nationalpark      | North Queensland    |             | 1934 |                                 | Info    |
| Lakefield-Nationalpark seit 2011 Rinyirru-Nationalpark                     | Cape York Halbinsel | 542.785     | 1979 | 0 15° 0′ 1″ S, 144° 6′ 15″ O    | Info    |
| Lamington-Nationalpark                                                     | Um Brisbane         | 20.590      | 1915 | 0 28° 17′ 3″ S, 153° 7′ 2″ O    | Info    |
| Lindeman-Islands-Nationalpark                                              | Mackay/Proserpine   | 2.890       | 1941 | 0 20° 30′ 41″ S, 149° 4′ 15″ O  | Info    |
| Littabella-Nationalpark                                                    | Central Coase       | 8.340       | 1980 | 0 24° 42′ 29″ S, 151° 57′ 54″ O |         |
| Little-Mulgrave-Nationalpark                                               | North Queensland    | 10.900      | 2011 | 0 17° 9′ 21″ S, 145° 42′ 3″ O   |         |
| Lizard-Island-Nationalpark                                                 | Cape York Halbinsel | 991         | 1939 | 0 14° 39′ 52″ S, 145° 27′ 38″ O | Info    |
| Lochern-Nationalpark                                                       | Outback Queensland  | 24.852      | 1994 | 0 24° 3′ 25″ S, 143° 17′ 31″ O  | Info    |
| Lockyer-Nationalpark                                                       | Westlich Brisbane   | 2.677       | 2008 | 0 27° 26′ 23″ S, 152° 14′ 35″ O | Info    |
| Macalister-Range-Nationalpark                                              | North Queensland    | 5.563       | 2010 | 0 16° 39′ 4″ S, 145° 31′ 28″ O  | Info    |
| Magnetic-Island-Nationalpark                                               | Um Townsville       | 2.790       | 1954 | 0 19° 8′ 16″ S, 146° 49′ 39″ O  | Info    |
| Main-Range-Nationalpark                                                    | Westlich Brisbane   | 29.730      | 1965 | 0 28° 11′ 22″ S, 152° 25′ 59″ O | Info    |
| Malaan-Nationalpark                                                        | North Queensland    | 2.473       | 2005 | 0 17° 35′ 25″ S, 145° 33′ 23″ O |         |
| Maleny-Nationalpark                                                        | Sunshine Coast      | 1.880       | 2006 | 0 26° 40′ 6″ S, 152° 43′ 23″ O  |         |
| Mapleton-Nationalpark                                                      | Sunshine Coast      | 6.455       | 2011 | 0 26° 34′ 44″ S, 151° 51′ 53″ O | Info    |
| Mapleton-Falls-Nationalpark                                                | Sunshine Coast      | 25          | 1973 | 0 26° 37′ 45″ S, 152° 50′ 24″ O | Info    |
| Maria-Creek-Nationalpark                                                   | North Queensland    | 749         | 1972 | 0 17° 47′ 22″ S, 146° 4′ 19″ O  |         |
| Mariala-Nationalpark                                                       | Outback Queensland  | 27.300      | 1992 | 0 26° 3′ 57″ S, 145° 2′ 21″ O   | Info    |
| Mazeppa-Nationalpark                                                       | Central Highlands   | 4.130       | 1972 | 0 22° 13′ 49″ S, 147° 17′ 38″ O | Info    |
| Michaelmas-und-Upolu-Cays-Nationalpark                                     | North Queensland    | 3           | 1975 | 0 16° 36′ 24″ S, 145° 58′ 25″ O | Info    |
| Millstream-Falls-Nationalpark                                              | North Queensland    | 372         | 1909 | 0 17° 38′ 4″ S, 145° 28′ 3″ O   | Info    |
| Minerva-Hills-Nationalpark                                                 | Central Highlands   | 2.790       | 1994 | 0 24° 4′ 36″ S, 148° 3′ 27″ O   | Info    |
| Mitchell-Alice-Rivers-Nationalpark Seit 2009 Errk-Oykangand-Nationalpark   | North Queensland    |             |      | 0 15° 23′ 45″ S, 141° 59′ 37″ O | Info    |
| Molle-Islands-Nationalpark                                                 | Mackay/Proserpine   | 1.770       | 1994 | 0 20° 22′ 22″ S, 148° 51′ 39″ O | Info    |
| Moogerah-Peaks-Nationalpark                                                | Westlich Brisbane   | 927         | 1982 | 0 28° 1′ 20″ S, 152° 32′ 41″ O  | Info    |
| Mooloolah-River-Nationalpark                                               | Sunshine Coast      | 926         | 1960 | 0 26° 43′ 24″ S, 153° 5′ 41″ O  | Info    |
| Moorrinya-Nationalpark                                                     | Outback Queensland  | 32.607      | 1993 | 0 21° 23′ 59″ S, 144° 57′ 23″ O | Info    |
| Moresby-Range-Nationalpark                                                 | North Queensland    | 616         | 1973 | 0 17° 32′ 41″ S, 146° 4′ 38″ O  |         |
| Moreton-Island-Nationalpark                                                | Um Brisbane         | 16.910      | 1966 | 0 27° 14′ 27″ S, 153° 24′ 53″ O | Info    |
| Mount-Abbot-Nationalpark                                                   |                     | 1.378       | 2010 | 0 20° 7′ 4″ S, 147° 43′ 11″ O   |         |
| Mount-Aberdeen-Nationalpark                                                | Central Coast       | 2.980       | 1967 | 0 20° 12′ 2″ S, 147° 55′ 49″ O  |         |
| Mount-Archer-Nationalpark                                                  | Central Coast       | 4.250       | 1994 | 0 23° 22′ 2″ S, 150° 35′ 29″ O  | Info    |
| Mount-Barney-Nationalpark                                                  | Westlich Brisbane   | 17.660      | 1947 | 0 28° 16′ 38″ S, 152° 37′ 43″ O | Info    |
| Mount-Bauple-Nationalpark                                                  | Sunshine Coast      | 547         | 1935 | 0 25° 48′ 37″ S, 152° 34′ 37″ O |         |
| Mount-Binga-Nationalpark                                                   | Sunshine Coast      | 1.066       | 2006 | 0 27° 2′ 52″ S, 151° 56′ 44″ O  |         |
| Mount-Chinghee-Nationalpark                                                | Westlich Brisbane   | 1.260       | 1975 | 0 28° 17′ 58″ S, 152° 57′ 8″ O  |         |
| Mount-Colosseum-Nationalpark                                               | Central Coast       | 840         | 1977 | 0 24° 24′ 25″ S, 151° 35′ 19″ O | Info    |
| Mount-Cook-Nationalpark                                                    | North Queensland    | 502         | 1970 | 0 15° 29′ 29″ S, 145° 15′ 31″ O | Info    |
| Mount-Coolum-Nationalpark                                                  | Sunshine Coast      | 367         | 1990 | 0 26° 35′ 5″ S, 153° 5′ 15″ O   | Info    |
| Mount-Etna-Caves-Nationalpark                                              | Central Coast       | 581         | 1994 | 0 23° 9′ 28″ S, 150° 28′ 28″ O  | Info    |
| Mount-Fox-Nationalpark seit 2010 Teil von Girringun-Nationalpark           | Um Townsville       |             |      |                                 | Info    |
| Mount-Hypipamee-Nationalpark                                               | North Queensland    | 364         | 1939 | 0 17° 25′ 23″ S, 145° 29′ 10″ O | Info    |
| Mount-Jim-Crow-Nationalpark                                                | Central Coast       | 144         | 1977 | 0 23° 12′ 49″ S, 150° 37′ 54″ O | Info    |
| Mount-Lewis-Nationalpark                                                   | North Queensland    | 27.540      | 2009 | 0 16° 29′ 42″ S, 145° 13′ 21″ O | Info    |
| Mount-Mackay-Nationalpark                                                  | North Queensland    | 3.680       | 2005 | 0 17° 56′ 46″ S, 145° 58′ 28″ O |         |
| Mount-Martin-Nationalpark                                                  | Mackay/Proserpine   | 2.173       | 2008 | 0 21° 5′ 26″ S, 148° 53′ 42″ O  |         |
| Mount-O’Connell-Nationalpark                                               | Central Coast       | 757         | 1989 | 0 22° 44′ 58″ S, 150° 2′ 29″ O  |         |
| Mount-Ossa-Nationalpark                                                    | Mackay/Proserpine   | 871         | 1994 | 0 20° 58′ 28″ S, 148° 49′ 22″ O | Info    |
| Mount-Pinbarren-Nationalpark                                               | Um Brisbane         | 22          | 1927 | 0 26° 19′ 6″ S, 152° 51′ 19″ O  | Info    |
| Mount-Spurgeon-Nationalpark                                                | North Queensland    | 1.194       | 2008 | 0 16° 26′ 57″ S, 145° 12′ 17″ O | Info    |
| Mount-Walsh-Nationalpark                                                   | Sunshine Coast      | 10.727      | 1947 | 0 25° 39′ 35″ S, 152° 1′ 44″ O  | Info    |
| Mount-Webb-Nationalpark                                                    | Cape York Halbinsel | 414         | 1973 | 0 15° 4′ 1″ S, 145° 7′ 29″ O    | Info    |
| Mount-Windsor-Nationalpark                                                 | North Queensland    | 43.820      | 2005 | 0 16° 16′ 23″ S, 145° 0′ 11″ O  | Info    |
| Mowbray-Nationalpark                                                       | North Queensland    | 8.496       | 1989 | 0 16° 35′ 57″ S, 145° 27′ 8″ O  | Info    |
| Mudlo-Nationalpark                                                         | Sunshine Coast      | 2.192       | 2007 | 0 26° 2′ 2″ S, 152° 11′ 51″ O   | Info    |
| Munga-Thirri-Nationalpark bis 2011 Simpson-Desert-Nationalpark             | Outback Queensland  | 1.012.000   | 2011 | 0 24° 59′ 33″ S, 138° 10′ 35″ O | Info    |
| Mungkan-Kandju-Nationalpark seit 2012 Oyala-Thumotang-Nationalpark         | Cape York Halbinsel |             |      |                                 | Info    |
| Murray-Upper-Nationalpark seit 2009 Teil des Girramay-Nationalpark         | Um Townsville       |             |      |                                 | Info    |
| Nairana-Nationalpark                                                       | Mackay/Proserpine   | 9.520       | 2003 | 0 21° 40′ 53″ S, 146° 54′ 11″ O |         |
| Nangur-Nationalpark                                                        | Sunshine Coast      | 1.813       | 2006 | 0 26° 7′ 11″ S, 151° 59′ 1″ O   |         |
| Narkoola-Nationalpark                                                      | Outback Queensland  | 11.799      | 2010 | 0 28° 1′ 46″ S, 147° 1′ 43″ O   |         |
| Narrien-Range-Nationalpark                                                 | Outback Queensland  | 7.460       | 1991 | 0 22° 54′ 40″ S, 146° 58′ 2″ O  |         |
| Nerang-Nationalpark                                                        | Um Brisbane         | 1.614       | 2009 | 0 27° 58′ 7″ S, 153° 18′ 9″ O   | Info    |
| Newry-Islands-Nationalpark                                                 | Mackay/Proserpine   | 464         | 1938 | 0 20° 51′ 16″ S, 148° 54′ 13″ O | Info    |
| Ngalba-Bulal-Nationalpark bis 2011 Cedar-Bay-Nationalpark                  | Cape York Halbinsel | 42.460      | 2011 | 0 15° 55′ 22″ S, 145° 8′ 22″ O  | Info    |
| Nicoll-Scrub-Nationalpark                                                  | Um Brisbane         | 26          | 1986 | 0 28° 11′ 14″ S, 153° 25′ 28″ O |         |
| Noosa-Nationalpark                                                         | Sunshine Coast      | 2.883       | 1939 | 0 26° 28′ 16″ S, 153° 5′ 31″ O  | Info    |
| Northumberland-Islands-Nationalpark                                        | Mackay/Proserpine   | 1.720       | 1994 | 0 21° 18′ 58″ S, 149° 40′ 48″ O |         |
| Nour-Nour-Nationalpark                                                     | Sunshine Coast      | 5.054       | 2007 | 0 25° 17′ 57″ S, 151° 25′ 39″ O |         |
| Nuga-Nuga-Nationalpark                                                     | Central Highlands   | 2.860       | 1994 | 0 24° 58′ 21″ S, 148° 41′ 8″ O  | Info    |
| Oakview-Nationalpark                                                       | Sunshine Coast      | 3.490       | 2010 | 0 26° 8′ 49″ S, 152° 20′ 50″ O  |         |
| Orpheus-Island-Nationalpark                                                | Um Townsville       | 1.300       | 1960 | 0 18° 39′ 9″ S, 146° 29′ 39″ O  | Info    |
| Palmerston-Rocks-Nationalpark                                              | North Queensland    | 9           | 1967 | 0 17° 34′ 7″ S, 145° 53′ 57″ O  |         |
| Palmgrove-Nationalpark                                                     | Sunshine Coast      | 25.600      | 1991 | 0 24° 58′ 53″ S, 149° 17′ 48″ O |         |
| Paluma-Range-Nationalpark                                                  | Um Townsville       | 76.371      | 1994 | 0 19° 6′ 21″ S, 146° 18′ 28″ O  | Info    |
| Peak-Range-Nationalpark                                                    | Central Coast       | 2.500       | 1983 | 0 22° 28′ 45″ S, 147° 52′ 44″ O |         |
| Percy-Isles-Nationalpark                                                   | Mackay/Proserpine   | 3.518       | 2010 | 0 21° 40′ 12″ S, 150° 16′ 20″ O |         |
| Pidna-Nationalpark                                                         | Sunshine Coast      | 160         | 2006 | 0 26° 53′ 38″ S, 151° 58′ 25″ O |         |
| Pinnacles-Nationalpark                                                     | Um Townsville       | 1.137       | 2011 | 0 19° 25′ 37″ S, 146° 34′ 17″ O |         |
| Pioneer-Peaks-Nationalpark                                                 | Mackay/Proserpine   | 1.890       | 1992 | 0 21° 1′ 50″ S, 148° 57′ 8″ O   |         |
| Pipeclay-Nationalpark                                                      | Sunshine Coast      | 14          | 1963 | 0 25° 59′ 2″ S, 153° 0′ 21″ O   |         |
| Poona-Nationalpark                                                         | Sunshine Coast      | 5.368       | 1991 | 0 25° 35′ 11″ S, 152° 48′ 57″ O | Info    |
| Porcupine-Gorge-Nationalpark                                               | Um Townsville       | 5.300       | 1990 | 0 20° 25′ 58″ S, 144° 27′ 20″ O | Info    |
| Possession-Island-Nationalpark                                             | Cape York Halbinsel | 508         | 1977 | 0 10° 43′ 25″ S, 142° 23′ 52″ O | Info    |
| Precipice-Nationalpark                                                     | Central Highlands   | 10.400      | 1989 | 0 25° 18′ 28″ S, 150° 6′ 5″ O   |         |
| Pumicestone-Nationalpark                                                   | Sunshine Coast      | 164         | 2010 | 0 26° 58′ 39″ S, 153° 3′ 37″ O  |         |
| Quoin-Island-Nationalpark seit 2012 Mitirinchi-Island-Nationalpark         | Cape York Halbinsel | 1           | 1994 | 0 12° 24′ 15″ S, 143° 29′ 21″ O |         |
| Raine-Island-Nationalpark                                                  | Cape York Halbinsel | 40          | 2007 | 0 11° 35′ 30″ S, 144° 2′ 2″ O   |         |
| Ravensbourne-Nationalpark                                                  | Westlich Brisbane   | 686         | 1922 | 0 27° 21′ 21″ S, 152° 11′ 51″ O | Info    |
| Reliance-Creek-Nationalpark                                                | Mackay/Proserpine   | 30          | 1980 | 0 21° 2′ 46″ S, 149° 6′ 32″ O   |         |
| Repulse-Islands-Nationalpark                                               | Mackay/Proserpine   | 142         | 1994 | 0 20° 35′ 57″ S, 148° 52′ 48″ O | Info    |
| Restoration-Island-Nationalpark seit 2011 Ma’alpiku-Island-Nationalpark    | Cape York Halbinsel | 27          | 1999 | 0 12° 37′ 8″ S, 143° 26′ 51″ O  |         |
| Rundle-Range-Nationalpark                                                  | Mackay/Proserpine   | 2.170       | 1994 | 0 23° 38′ 50″ S, 150° 58′ 28″ O |         |
| Russell-River-Nationalpark                                                 | North Queensland    | 5.420       | 1969 | 0 17° 23′ 27″ S, 145° 58′ 41″ O | Info    |
| Sandbanks-Nationalpark                                                     | Cape York Halbinsel | 8           | 1989 | 0 13° 21′ 54″ S, 143° 57′ 16″ O |         |
| Sarabah-Nationalpark                                                       | Um Brisbane         | 1           | 1973 | 0 28° 2′ 48″ S, 153° 7′ 23″ O   |         |
| Saunders-Islands-Nationalpark                                              | Cape York Halbinsel | 61          | 1989 | 0 11° 42′ 5″ S, 143° 10′ 50″ O  |         |
| Simpson-Desert-Nationalpark seit 2011 Munga-Thirri-Nationalpark            | Outback Queensland  | 1.012.000   | 1967 | 0 25° 34′ 2″ S, 138° 21′ 14″ O  | Info    |
| Sir-Charles-Hardy-Group-Nationalpark                                       | Cape York Halbinsel | 131         | 1989 | 0 11° 55′ 0″ S, 143° 28′ 51″ O  |         |
| Smith-Islands-Nationalpark                                                 | Mackay/Proserpine   | 1.190       | 1994 | 0 20° 40′ 52″ S, 149° 9′ 6″ O   | Info    |
| Snake-Range-Nationalpark                                                   | Outback Queensland  | 2.687       | 1972 | 0 24° 2′ 28″ S, 147° 35′ 4″ O   |         |
| South-Cumberland-Islands-Nationalpark                                      | Mackay/Proserpine   | 3.160       | 1994 | 0 20° 52′ 30″ S, 149° 36′ 11″ O | Info    |
| Southern-Moreton-Bay-Islands-Nationalpark                                  | Um Brisbane         | 1.646       | 2000 | 0 27° 48′ 1″ S, 153° 23′ 40″ O  | Info    |
| Southwood-Nationalpark                                                     | Westlich Brisbane   | 7.120       | 1970 | 0 27° 48′ 48″ S, 150° 8′ 15″ O  | Info    |
| Springbrook-Nationalpark                                                   | Um Brisbane         | 6.253       | 1990 | 0 28° 11′ 57″ S, 153° 17′ 17″ O | Info    |
| St.-Helena-Island-Nationalpark                                             | Um Brisbane         | 75          | 1979 | 0 27° 23′ 31″ S, 153° 13′ 51″ O | Info    |
| Staaten-River-Nationalpark                                                 | Gulf Plains         | 470.000     | 1977 | 0 16° 33′ 8″ S, 142° 44′ 23″ O  |         |
| Starcke-Nationalpark                                                       | Cape York Halbinsel | 7.960       | 1977 | 0 14° 56′ 43″ S, 145° 1′ 46″ O  |         |
| Sundown-Nationalpark                                                       | Westlich Brisbane   | 12.647      | 1977 | 0 28° 53′ 55″ S, 151° 39′ 35″ O | Info    |
| Swain-Reefs-Nationalpark                                                   | Westlich Brisbane   | 58          | 1995 | 0 21° 44′ 24″ S, 152° 25′ 1″ O  |         |
| Tam-O'Shanter-Nationalpark seit 2009 Djiru-Nationalpark                    | North Queensland    | 4.123       | 2005 |                                 | Info    |
| Tamborine-Nationalpark                                                     | Um Brisbane         | 2.080       | 1993 | 0 27° 53′ 4″ S, 153° 11′ 5″ O   | Info    |
| Tarong-Nationalpark                                                        | Sunshine Coast      | 1.520       | 1995 | 0 26° 50′ 15″ S, 151° 50′ 46″ O |         |
| Taunton-Nationalpark                                                       |                     | 11.626      | 1994 | 0 23° 32′ 14″ S, 149° 14′ 4″ O  |         |
| Tewantin-Nationalpark                                                      | Sunshine Coast      | 1.299       | 2010 | 0 26° 22′ 47″ S, 152° 58′ 3″ O  |         |
| The-Palms-Nationalpark                                                     | Sunshine Coast      | 73          | 1950 | 0 26° 55′ 33″ S, 151° 53′ 16″ O | Info    |
| Three-Islands-Group-Nationalpark                                           | Cape York Halbinsel | 75          | 1939 | 0 15° 6′ 57″ S, 145° 25′ 33″ O  | Info    |
| Thrushton-Nationalpark                                                     | Outback Queensland  | 25.652      | 1990 | 0 27° 47′ 14″ S, 147° 40′ 52″ O | Info    |
| Topaz-Road-Nationalpark                                                    | North Queensland    | 37          | 1977 | 0 17° 23′ 57″ S, 145° 42′ 4″ O  |         |
| Tregole-Nationalpark                                                       | Outback Queensland  | 7.579       | 1995 | 0 26° 29′ 38″ S, 147° 4′ 18″ O  | Info    |
| Triunia-Nationalpark                                                       | Sunshine Coast      | 33          | 2009 | 0 26° 39′ 13″ S, 152° 54′ 17″ O |         |
| Tuchekoi-Nationalpark                                                      | Sunshine Coast      | 371         | 2009 | 0 26° 22′ 8″ S, 152° 50′ 25″ O  |         |
| Tully-Falls-Nationalpark                                                   | North Queensland    | 16.822      | 2005 | 0 17° 44′ 10″ S, 145° 35′ 31″ O | Info    |
| Tully-Gorge-Nationalpark                                                   | North Queensland    | 59.861      | 1923 | 0 17° 52′ 49″ S, 145° 48′ 46″ O | Info    |
| Turtle-Group-Nationalpark                                                  | Cape York Halbinsel | 105         | 1939 | 0 14° 39′ 29″ S, 145° 15′ 9″ O  | Info    |
| Undara-Volcanic-Nationalpark                                               | North Queensland    | 65.800      | 1990 | 0 18° 18′ 23″ S, 144° 36′ 51″ O | Info    |
| Venman-Bushland-Nationalpark                                               | Um Brisbane         | 415         | 1995 | 0 27° 38′ 0″ S, 153° 11′ 53″ O  | Info    |
| Warro-Nationalpark                                                         | Sunshine Coast      | 6.032       | 2006 | 0 24° 38′ 50″ S, 151° 42′ 59″ O |         |
| Welford-Nationalpark                                                       | Outback Queensland  | 124.033     | 2008 | 0 25° 4′ 46″ S, 143° 22′ 7″ O   | Info    |
| West-Hill-Nationalpark                                                     | Mackay/Proserpine   | 1.080       | 1971 | 0 21° 50′ 43″ S, 149° 26′ 36″ O |         |
| White-Mountains-Nationalpark                                               | Um Townsville       | 112.200     | 1990 | 0 20° 30′ 28″ S, 144° 57′ 44″ O | Info    |
| Whitsunday-Islands-Nationalpark                                            | Mackay/Proserpine   | 17.000      | 1944 | 0 20° 15′ 11″ S, 148° 59′ 17″ O | Info    |
| Wickham-Nationalpark                                                       | Um Brisbane         | 141         | 2009 | 0 27° 50′ 2″ S, 153° 9′ 46″ O   |         |
| Wietalaba-Nationalpark                                                     | Central Coast       | 1.829       | 2006 | 0 24° 17′ 5″ S, 151° 12′ 36″ O  |         |
| Wild-Cattle-Island-Nationalpark                                            | Central Coast       | 580         | 1992 | 0 23° 58′ 27″ S, 151° 24′ 20″ O |         |
| Wondul-Range-Nationalpark                                                  | Westlich Brisbane   | 3.555       | 1992 | 0 28° 3′ 29″ S, 151° 1′ 30″ O   |         |
| Wongi-Nationalpark                                                         | Sunshine Coast      | 10.160      | 2006 | 0 25° 32′ 12″ S, 152° 16′ 16″ O |         |
| Woocoo-Nationalpark                                                        | Sunshine Coast      | 243         | 2006 | 0 25° 38′ 16″ S, 152° 19′ 42″ O |         |
| Woondum-Nationalpark                                                       | Sunshine Coast      | 4.001       | 2009 | 0 26° 17′ 5″ S, 152° 48′ 42″ O  | Info    |
| Wooroonooran-Nationalpark                                                  | North Queensland    | 114.900     | 1991 | 0 17° 21′ 45″ S, 145° 48′ 19″ O | Info    |
| Woowoonga-Nationalpark                                                     | Sunshine Coast      | 2.650       | 2006 | 0 25° 29′ 33″ S, 152° 7′ 11″ O  | Info    |
| Woroon-Nationalpark                                                        | Sunshine Coast      | 552         | 2006 | 0 26° 4′ 13″ S, 151° 45′ 52″ O  |         |
| Wrattens-Nationalpark                                                      | Sunshine Coast      | 20.869      | 2009 | 0 26° 17′ 29″ S, 152° 20′ 15″ O |         |
| Yungaburra-Nationalpark                                                    | North Queensland    | 5           | 1953 | 0 17° 17′ 17″ S, 145° 34′ 17″ O |         |
| Yuwi-Paree-Toolkoon-Nationalpark                                           | Mackay/Proserpine   | 34          | 1998 | 0 21° 10′ 24″ S, 149° 15′ 56″ O |         |

Quellen:
- Australian Government - CAPAD 2014 - QLD summary[15]

#### Nationalparks (CYPAL)
| Bezeichnung                                                            | Region              | Fläche [ha] | Seit | Coord                           | Weblink |
| ---------------------------------------------------------------------- | ------------------- | ----------- | ---- | ------------------------------- | ------- |
| Alwal-Nationalpark                                                     | North Queensland    | 42.510      | 2010 | 0 15° 12′ 12″ S, 143° 34′ 48″ O | Info    |
| Batavia-Nationalpark                                                   | Cape York Halbinsel | 56.037      | 2012 | 0 12° 19′ 59″ S, 142° 41′ 41″ O | Info    |
| Cape-Melville-Nationalpark                                             | Cape York Halbinsel | 171.410     | 1973 | 0 14° 31′ 54″ S, 144° 36′ 51″ O | Info    |
| Daarrba-Nationalpark                                                   | Cape York Halbinsel | 415         | 2013 | 0 15° 4′ 3″ S, 145° 7′ 26″ O    | Info    |
| Errk-Oykangand-Nationalpark                                            | North Queensland    | 38.170      | 1977 | 0 15° 29′ 13″ S, 142° 5′ 22″ O  | Info    |
| Flinders-Group-Nationalpark                                            | Cape York Halbinsel | 3.180       | 1939 | 0 14° 10′ 43″ S, 144° 15′ 26″ O | Info    |
| Howick-Group-Nationalpark                                              | North Queensland    | 776         | 1989 | 0 14° 30′ 10″ S, 144° 58′ 14″ O |         |
| Juunju-Daarrba-Nhirrpan-Nationalpark                                   | North Queensland    | 8.039       | 2013 | 0 14° 57′ 29″ S, 145° 4′ 4″ O   |         |
| KULLA-(McIlwraith-Range)-Nationalpark                                  | Cape York Halbinsel | 158.358     | 2008 | 0 13° 54′ 0″ S, 143° 20′ 32″ O  | Info    |
| Kutini-Payamu-Nationalpark                                             | Cape York Halbinsel | 47.118      | 1977 | 0 12° 44′ 25″ S, 143° 16′ 43″ O | Info    |
| Lama-Lama-Nationalpark                                                 | Cape York Halbinsel | 35.560      | 2008 | 0 14° 25′ 35″ S, 143° 44′ 46″ O | Info    |
| Ma’alpiku-Island-Nationalpark bis 2011 Restoration-Island-Nationalpark | Cape York Halbinsel | 27,9        | 1989 | 0 12° 37′ 13″ S, 143° 26′ 49″ O | Info    |
| Marpa-Nationalpark bis 2010 Cliff-Island-Nationalpark                  | Cape York Halbinsel | 37          | 2010 | 0 14° 13′ 3″ S, 143° 46′ 31″ O  | Info    |
| Melsonby-(Gaarraay)-Nationalpark                                       | Cape York Halbinsel | 8.990       | 2006 | 0 15° 12′ 9″ S, 144° 51′ 26″ O  |         |
| Mitirinchi-Island-Nationalpark bis 2012 Quoin-Island-Nationalpark      | Cape York Halbinsel | 2           | 1989 | 0 12° 24′ 21″ S, 143° 29′ 17″ O | Info    |
| Muundhi-(Jack-River)-Nationalpark bis 2013 Jack-River-Nationalpark     | Cape York Halbinsel | 166.000     | 2005 | 0 14° 56′ 56″ S, 144° 40′ 51″ O |         |
| Naree-Budjong-Djara-Nationalpark                                       | Um Brisbane         | 13.218      | 2011 | 0 27° 40′ 50″ S, 153° 26′ 52″ O | Info    |
| Oyala-Thumotang-Nationalpark bis 2012 Mungkan-Kandju-Nationalpark      | Cape York Halbinsel | 380.146     | 2010 | 0 13° 35′ 0″ S, 142° 15′ 38″ O  | Info    |
| Piper-Islands-Nationalpark                                             | Cape York Halbinsel | 7           | 1989 | 0 12° 14′ 39″ S, 143° 13′ 36″ O |         |
| Rinyirru-Nationalpark bis 2011 Lakefield-Nationalpark                  | Cape York Halbinsel | 542.785     | 1979 | 0 15° 0′ 1″ S, 144° 6′ 15″ O    | Info    |
| Teerk-Roo-Ra-Nationalpark                                              | Um Brisbane         | 460         | 2007 | 0 27° 29′ 50″ S, 153° 21′ 20″ O | Info    |
| Wuthara-Island-Nationalpark bis 2011 Forbes-Islands-Nationalpark       | Cape York Halbinsel | 115         | 1990 | 0 12° 17′ 15″ S, 143° 24′ 34″ O | Info    |

Quellen:
- Australian Government - CAPAD 2014 - QLD summary[15]
- Australian Government - CAPAD 2010 - QLD summary[13]
- Australian Government - CAPAD 1997 - QLD summary[7]

#### Marine Parks
Die Fläche der drei Marine Parks in Queensland beträgt 72.186,73 km² (Stand: Mai 2016).
| Bezeichnung                          | Region         | Fläche [ha] | Datum der Ausweisung | Weblink |
| ------------------------------------ | -------------- | ----------- | -------------------- | ------- |
| Great Barrier Reef Coast Marine Park | East Cape York | 6.275.565   | 2004                 |         |
| Great Sandy Marine Park              | Tweed-Moreton  | 600.368     | 2006                 |         |
| Moreton Bay Marine Park              | Tweed-Moreton  | 342.747     | 2009                 |         |

Quelle: Australian Government - Marine CAPAD 2014 - WA summary

### South Australia

#### Nationalparks
In South Australia gibt es 20 Nationalparks mit einer Gesamtfläche von 3.877.317 Hektar, was etwa 3,94 % der Gesamtfläche South Australias entspricht (Stand 2016).

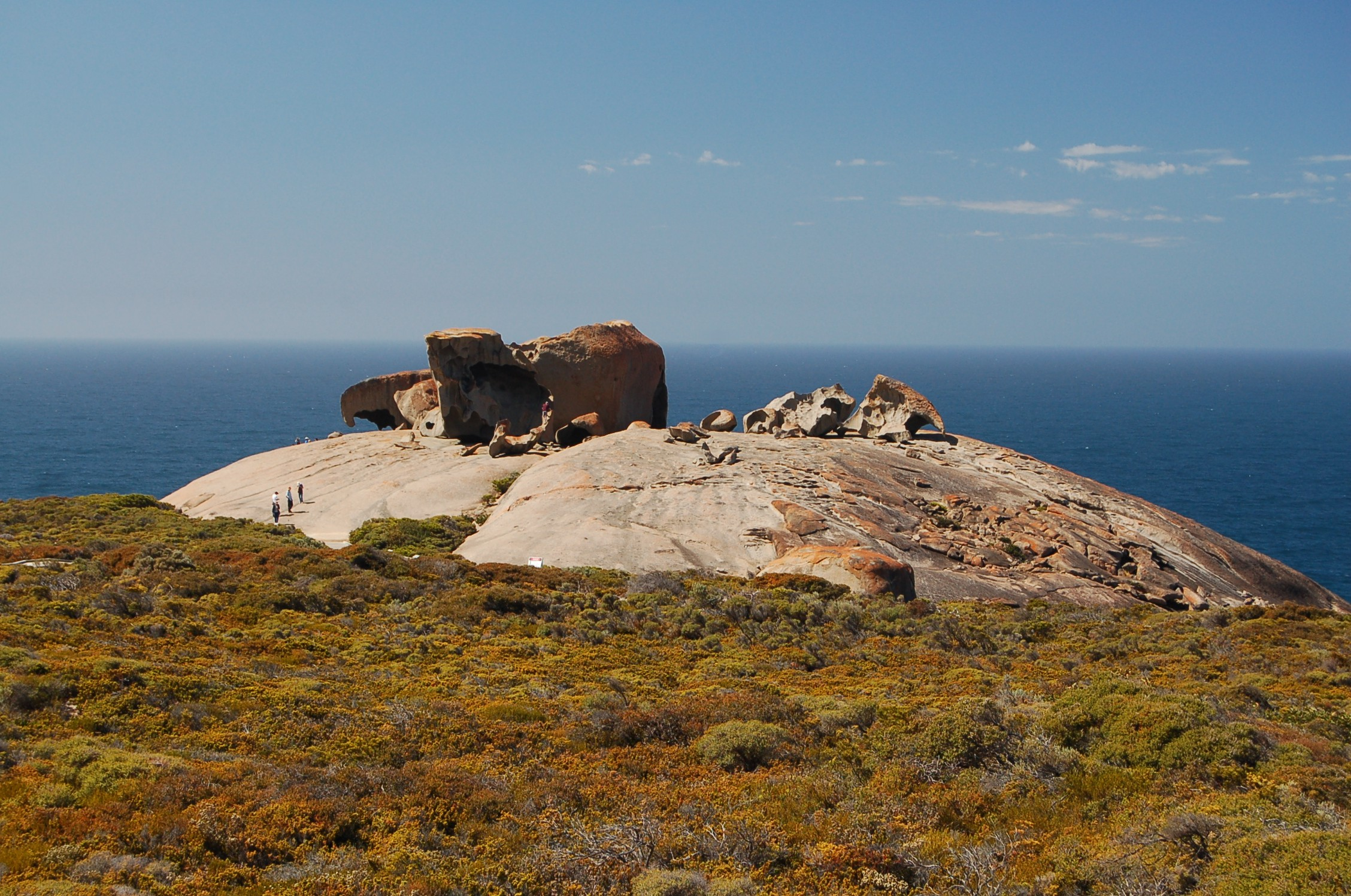
Remarkable Rocks im Flinders-Chase-Nationalpark

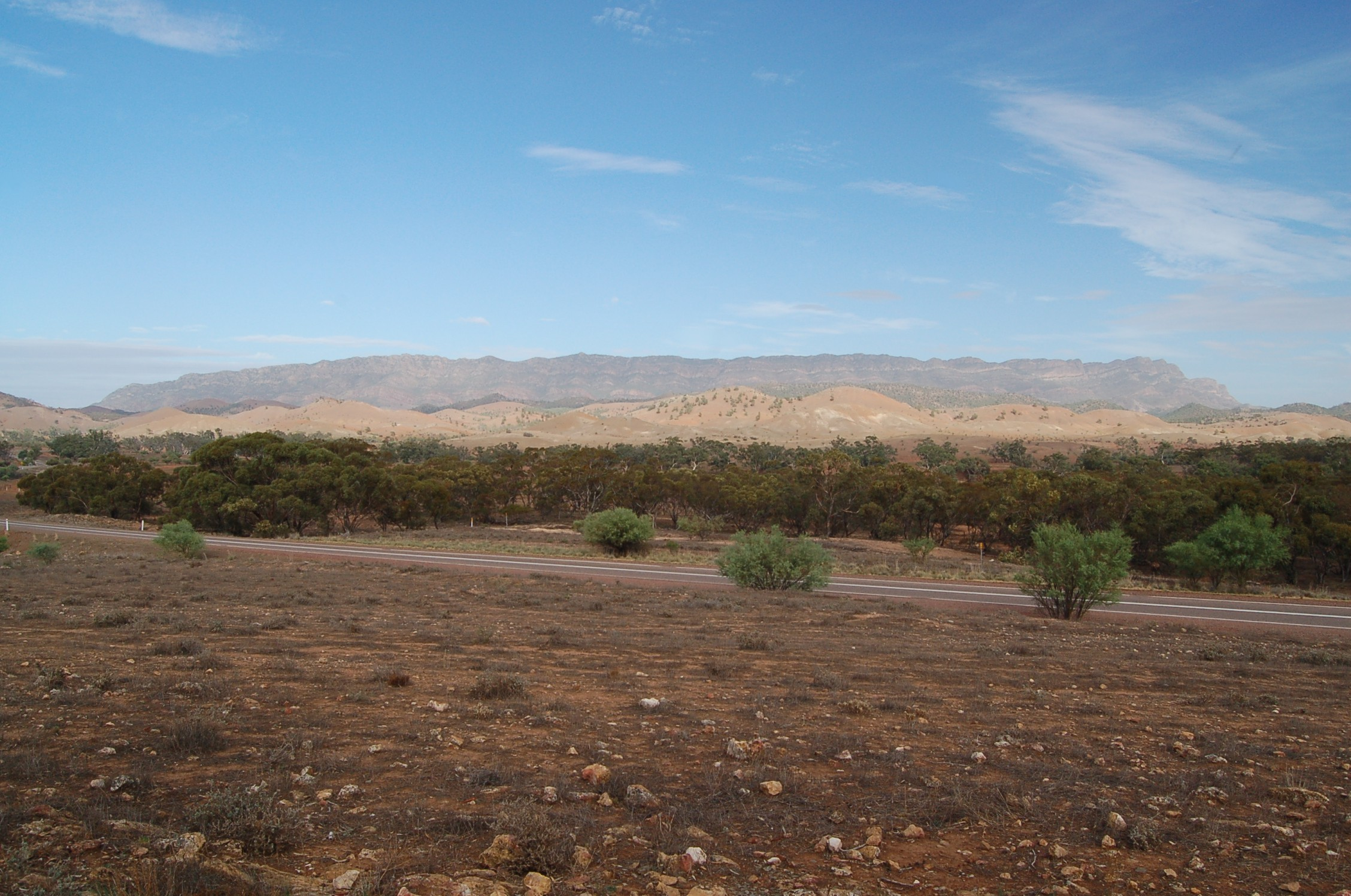
Flinders-Ranges-Nationalpark

| Bezeichnung                            | Region             | Fläche [ha] | Datum der Ausweisung | Weblink |
| -------------------------------------- | ------------------ | ----------- | -------------------- | ------- |
| Belair-Nationalpark                    | Adelaide           | 835         | 1891                 | Info    |
| Canunda-Nationalpark                   | South-East         | 9.624       | 1959                 | Info    |
| Coffin-Bay-Nationalpark                | West               | 31.000      | 1982                 | Info    |
| Coorong-Nationalpark                   | South-East         | 49.016      | 1966                 | Info    |
| Flinders-Chase-Nationalpark            | Kangaroo Island    | 32.661      | 1919                 | Info    |
| Gawler-Ranges-Nationalpark             | West               | 162.875     | 2002                 | Info    |
| Ikara-Flinders-Ranges-Nationalpark     | Outback            | 93.384      | 1945                 | Info    |
| Innes-Nationalpark                     | Northern and Yorke | 9.415       | 1970                 | Info    |
| Lake-Eyre-Nationalpark                 | Outback            | 1.349.123   | 1985                 | Info    |
| Lake-Gairdner-Nationalpark             | Outback            | 553.177     | 1991                 | Info    |
| Lake-Torrens-Nationalpark              | Outback            | 567.668     | 1991                 | Info    |
| Lincoln-Nationalpark                   | West               | 21.638      | 1941                 | Info    |
| Malkumba-Coongie-Lakes-Nationalpark    | Outback            | 26.669      | 1988                 | Info    |
| Mount-Remarkable-Nationalpark          | Northern and Yorke | 18.271      | 1952                 | Info    |
| Murray-River-Nationalpark              | Murraylands        | 13.592      | 1972                 | Info    |
| Naracoorte-Caves-Nationalpark          | South East         | 660         | 1972                 | Info    |
| Nullarbor-Nationalpark                 | West               | 33.750      | 1979                 | Info    |
| Onkaparinga-River-Nationalpark         | Adelaide           | 1.542       | 1993                 | Info    |
| Vulkathunha-Gammon-Ranges-Nationalpark | Outback            | 125.723     | 1970                 | Info    |
| Witjira-Nationalpark                   | West               | 771.507     | 1985                 | Info    |

Quellen:
- Australian Government - CAPAD 2014 - SA summary[17]

#### Marine Parks
Die Fläche der 19 Marine Parks in South Australia beträgt 27.007,04 km² (Stand: Mai 2016).
| Bezeichnung                          | Region             | Fläche [ha] | Datum der Ausweisung | Weblink |
| ------------------------------------ | ------------------ | ----------- | -------------------- | ------- |
| Eastern Spencer Gulf Marine Park     | Spencer Gulf       | 78.637      | 2009                 |         |
| Encounter Marine Park                | St Vincent Gulf    | 312.425     | 2009                 |         |
| Far West Coast Marine Park           | Eucla              | 339.659     | 2009                 |         |
| Franklin Harbor Marine Park          | Spencer Gulf       | 63.747      | 2009                 |         |
| Gambier Islands Group Marine Park    | Eyre               | 11.978      | 2009                 |         |
| Investigator Marine Park             | Eyre               | 118.899     | 2009                 |         |
| Lower South East Marine Park         | Otway              | 35.820      | 2009                 |         |
| Lower Yorke Peninsula Marine Park    | St Vincent Gulf    | 85.576      | 2009                 |         |
| Neptune Islands Group Marine Park    | Eyre               | 14.594      | 2009                 |         |
| Nuyts Archipelago Marine Park        | Murat              | 401.726     | 2009                 |         |
| Sir Joseph Banks Group Marine Park   | Eyre               | 263.562     | 2009                 |         |
| Southern Kangaroo Island Marine Park | Eyre               | 67.255      | 2009                 |         |
| Southern Spencer Gulf Marine Park    | St Vincent Gulf    | 297.943     | 2009                 |         |
| Thorny Passage Marine Park           | Eyre               | 247.767     | 2009                 |         |
| Upper Gulf St Vincent Marine Park    | St Vincent Gulf    | 97.844      | 2009                 |         |
| Upper South East Marine Park         | Coorong, Otway     | 90.435      | 2009                 |         |
| Upper Spencer Gulf Marine Park       | North Spencer Gulf | 161.377     | 2009                 |         |
| West Coast Bays Marine Park          | Eyre               | 79.140      | 2009                 |         |
| Western Kangaroo Island Marine Park  | Eyre               | 102.148     | 2009                 |         |

Quelle: Australian Government - Marine CAPAD 2014 - SA summary

### Tasmanien
In Tasmanien gibt es 19 Nationalparks mit einer Gesamtfläche von 1.516.902 Hektar, was etwa 22,18 % der Gesamtfläche des Bundesstaats entspricht (Stand 2016).
| Bezeichnung                                                  | Region           | Fläche [ha] | Datum der Ausweisung | Weblink |
| ------------------------------------------------------------ | ---------------- | ----------- | -------------------- | ------- |
| Ben-Lomond-Nationalpark                                      | Nordost          | 18.190      | 1947                 | Info    |
| Cradle-Mountain-Lake-St-Clair-Nationalpark                   | Zentral West     | 161.682     | 1940                 | Info    |
| Douglas-Apsley-Nationalpark                                  | Ostküste         | 15.834      | 1989                 | Info    |
| Franklin-Gordon-Wild-Rivers-Nationalpark                     | Südwest          | 463.569     | 1908                 | Info    |
| Freycinet-Nationalpark                                       | Ostküste         | 16.886      | 1916                 | Info    |
| Hartz-Mountains-Nationalpark                                 | Süd              | 12.134      | 1939                 | Info    |
| Kent-Group-Nationalpark                                      | Bass-Straße      | 31.283      | 1971                 | Info    |
| Maria-Island-Nationalpark                                    | Ostküste         | 11.507      | 1971                 | Info    |
| Mole-Creek-Karst-Nationalpark                                | Zentral Nord     | 1.732       | 1939                 | Info    |
| Mount-Field-Nationalpark                                     | Zentral Süd      | 22.532      | 1916                 | Info    |
| Mount-William-Nationalpark                                   | Nordost          | 18.698      | 1973                 | Info    |
| Narawntapu-Nationalpark (früher Asbestos-Range-Nationalpark) | Nordküste        | 4.506       | 1976                 | Info    |
| Rocky-Cape-Nationalpark                                      | Nordwest         | 3.085       | 1967                 | Info    |
| Savage-River-Nationalpark                                    | Nordwest         | 17.988      | 1999                 | Info    |
| South-Bruny-Nationalpark                                     | Südost           | 5.272       | 1919                 | Info    |
| Southwest-Nationalpark                                       | Südwest          | 641.673     | 1951                 | Info    |
| Strzelecki-Nationalpark                                      | Flinders Island  | 7.635       | 1967                 | Info    |
| Tasman-Nationalpark                                          | Tasman-Halbinsel | 10.888      | 1917                 | Info    |
| Walls-of-Jerusalem-Nationalpark                              | Zentral West     | 51.807      | 1978                 | Info    |

Quellen:

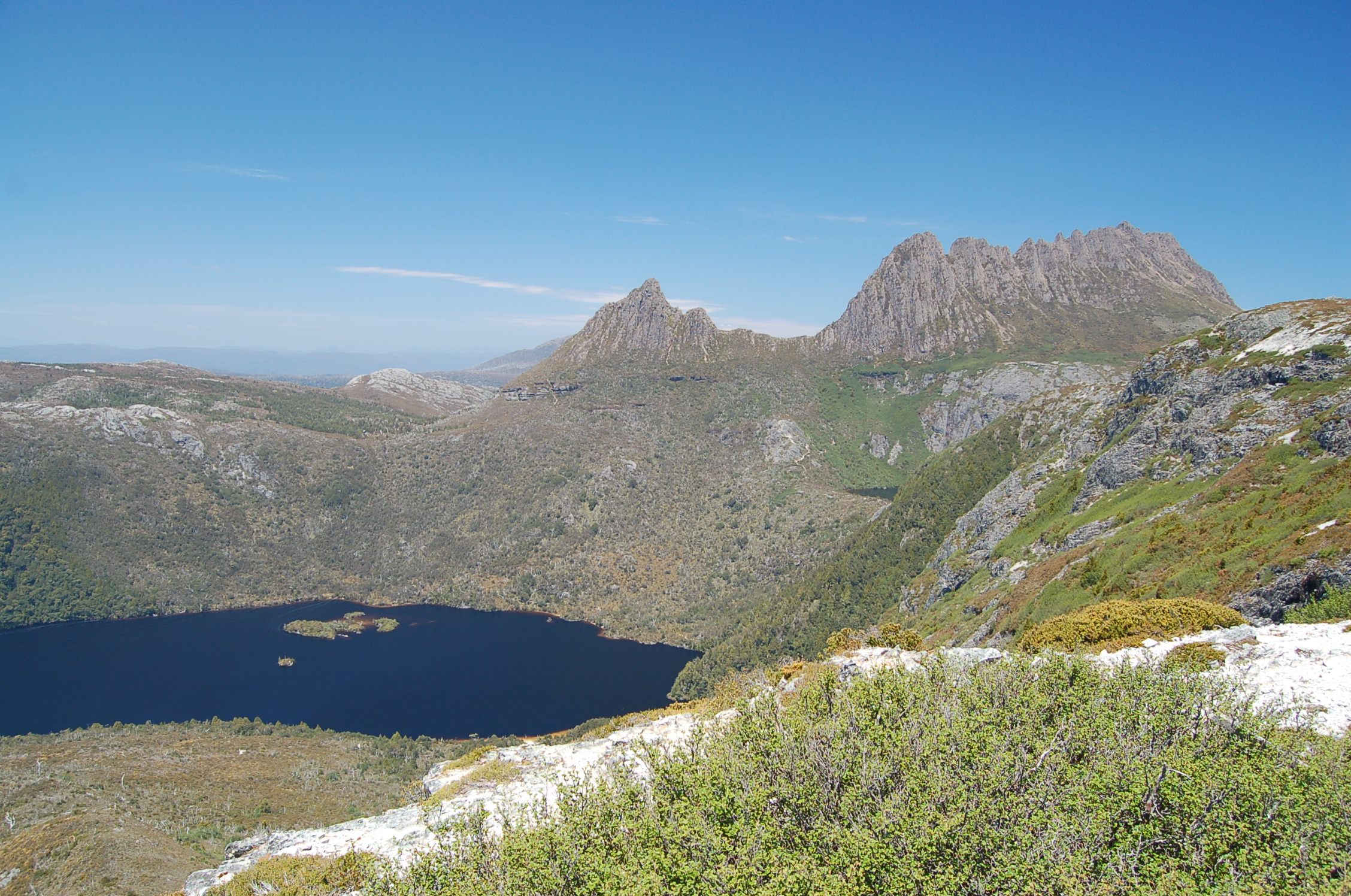
Cradle Mountain im Cradle-Mountain-Lake-St-Clair-Nationalpark

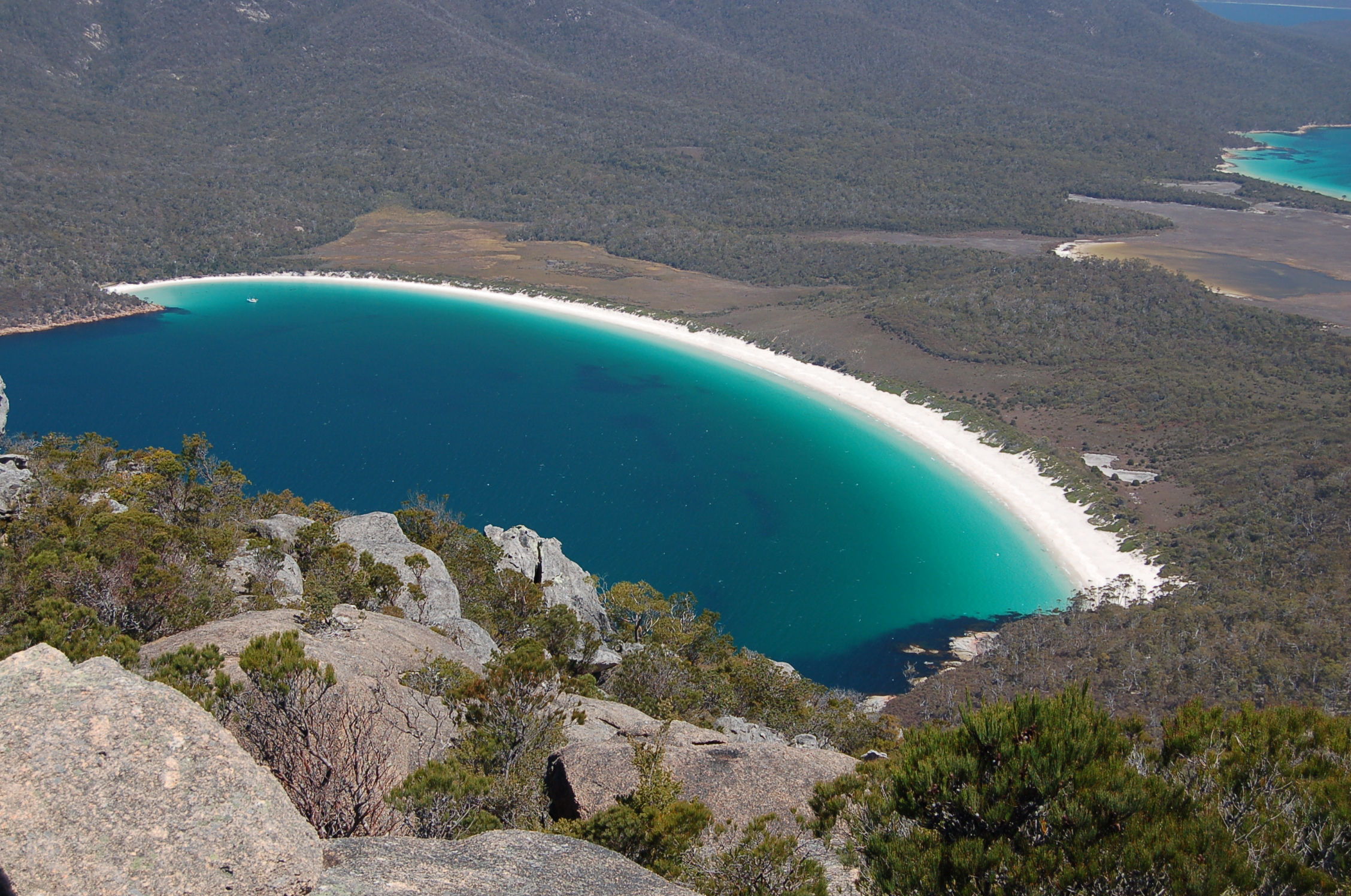
Wineglass Bay im Freycinet-Nationalpark

- Australian Government - CAPAD 2014 - TAS summary[19]

### Victoria

#### Nationalparks
In Victoria gibt es 46 Nationalparks mit einer Gesamtfläche von 2.900.708 Hektar, was etwa 12,75 % der Gesamtfläche Victorias entspricht (Stand 2016).

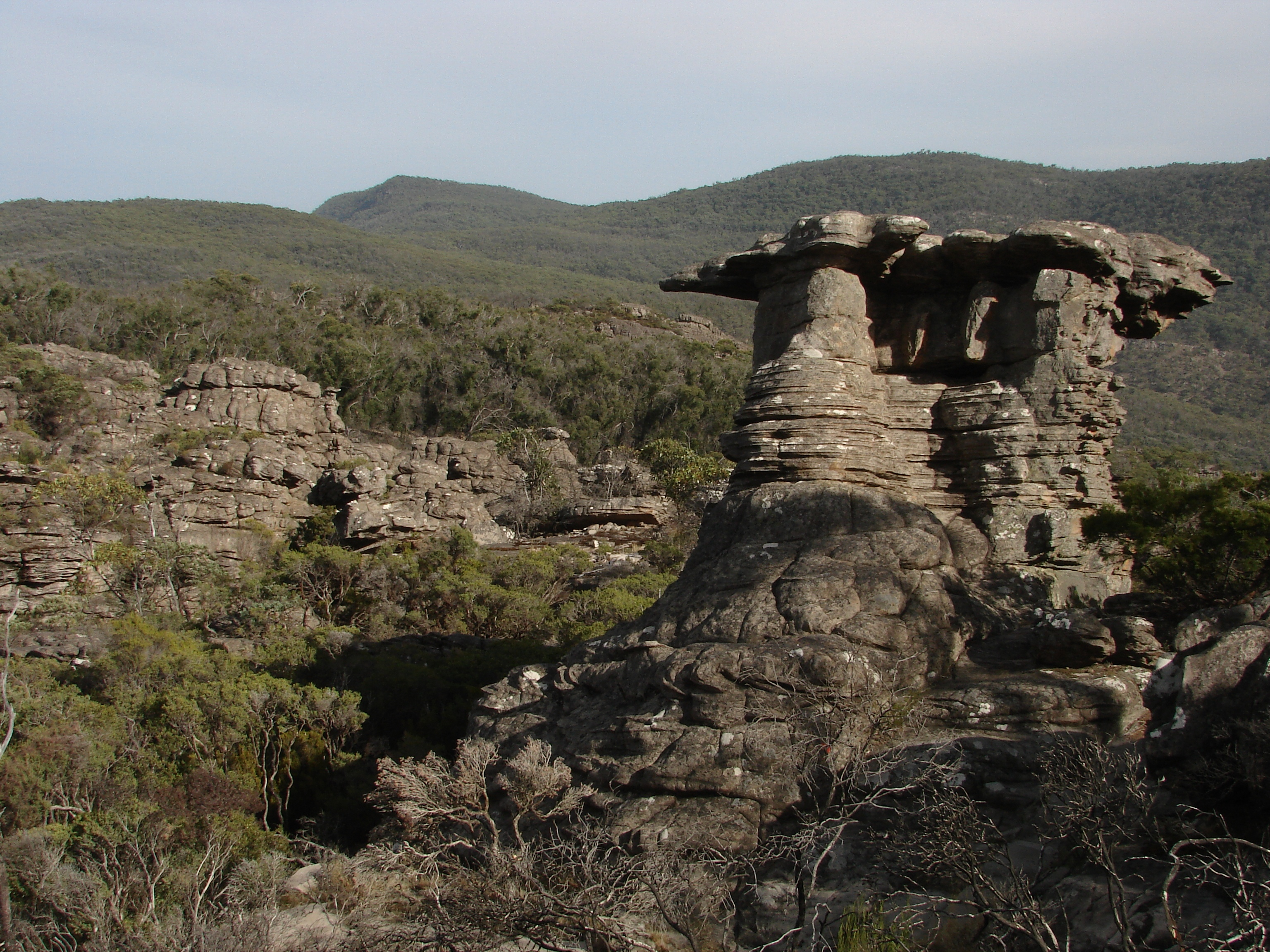
Wonderland Range im Grampians-Nationalpark

| Bezeichnung                                                  | Region    | Fläche [ha] | Datum der Ausweisung | Weblink |
| ------------------------------------------------------------ | --------- | ----------- | -------------------- | ------- |
| Alfred-Nationalpark                                          | East      | 3050        | 1925                 | Info    |
| Alpine-Nationalpark                                          | East      | 646.000     | 1989                 | Info    |
| Barmah-Nationalpark                                          | Central   | 28.521      | 2010                 | Info    |
| Baw-Baw-Nationalpark                                         | East      | 13.300      | 1979                 | Info    |
| Brisbane-Ranges-Nationalpark                                 | Central   | 7.718       | 1973                 | Info    |
| Burrowa-Pine-Mountain-Nationalpark                           | East      | 18.400      | 1978                 | Info    |
| Chiltern-Mount-Pilot-Nationalpark                            | Central   | 21.663      | 2002                 | Info    |
| Churchill-Nationalpark (ehem. Dandenong-Nationalpark)        | Melbourne | 1.668       | 1941                 | Info    |
| Cobboboonee-Nationalpark                                     | West      | 18.510      | 2009                 | Info    |
| Coopracambra-Nationalpark                                    | East      | 38.800      | 1991                 | Info    |
| Croajingolong-Nationalpark                                   | East      | 87.500      | 1979                 | Info    |
| Dandenong-Ranges-Nationalpark                                | Melbourne | 3.500       | 1882                 | Info    |
| Errinundra-Nationalpark                                      | East      | 26.875      | 1988                 | Info    |
| French-Island-Nationalpark                                   | East      | 11.000      | 1997                 | Info    |
| Grampians-Nationalpark                                       | West      | 167.219     | 1984                 | Info    |
| Great Otway-Nationalpark                                     | West      | 103.000     | 1981                 | Info    |
| Greater-Bendigo-Nationalpark                                 | Central   | 17.007      | 2009                 | Info    |
| Gunbower-Nationalpark                                        | Central   | 9.330       | 2010                 | Info    |
| Hattah-Kulkyne-Nationalpark                                  | West      | 49.975      | 1960                 | Info    |
| Heathcote-Graytown-Nationalpark                              | Central   | 12.833      | 2002                 | Info    |
| Kara-Kara-Nationalpark                                       | West      | 13.900      | 1986                 | Info    |
| Kinglake-Nationalpark                                        | Central   | 22.360      | 1928                 | Info    |
| Lake-Eildon-Nationalpark                                     | Central   | 27.750      | 1957                 | Info    |
| Lind-Nationalpark                                            | East      | 1.370       | 1925                 | Info    |
| Little-Desert-Nationalpark                                   | West      | 132.000     | 1968                 | Info    |
| Lower-Glenelg-Nationalpark                                   | West      | 27.300      | 1969                 | Info    |
| Lower-Goulburn-Nationalpark                                  | Central   | 9.310       | 1992                 | Info    |
| Mitchell-River-Nationalpark (ehem. Glenaladale-Nationalpark) | East      | 11.900      | 1963                 | Info    |
| Mornington-Peninsula-Nationalpark                            | Melbourne | 2.686       | 1988                 | Info    |
| Morwell-Nationalpark                                         | East      | 565         | 1966                 | Info    |
| Mount-Buffalo-Nationalpark                                   | East      | 31.000      | 1898                 | Info    |
| Mount-Eccles-Nationalpark                                    | West      | 6.120       | 1960                 | Info    |
| Mount-Richmond-Nationalpark                                  | West      | 1.733       | 1960                 | Info    |
| Murray-Sunset-Nationalpark                                   | West      | 633.000     | 1991                 | Info    |
| Organ-Pipes-Nationalpark                                     | Melbourne | 152         | 1972                 | Info    |
| Point-Nepean-Nationalpark                                    | Melbourne | 470         | 2005                 | Info    |
| Port-Campbell-Nationalpark                                   | West      | 1.750       | 1964                 | Info    |
| Snowy-River-Nationalpark                                     | East      | 98.700      | 1979                 | Info    |
| Tarra-Bulga-Nationalpark                                     | East      | 2.015       | 1986                 | Info    |
| Terrick-Terrick-Nationalpark                                 | Central   | 5.882       | 1999                 | Info    |
| The-Lakes-Nationalpark                                       | East      | 2.390       | 1927                 | Info    |
| Warby-Ovens-Nationalpark                                     | East      | 14.655      | 2009                 | Info    |
| Wilsons-Promontory-Nationalpark                              | East      | 50.400      | 1898                 | Info    |
| Wyperfeld-Nationalpark                                       | West      | 356.800     | 1909                 | Info    |
| Yarra-Ranges-Nationalpark                                    | Central   | 76.000      | 1995                 | Info    |

Quellen:
- Australian Government - CAPAD 2014 - VIC summary[20]

#### Marine Parks
In Victoria gibt es 13 Marine Parks mit einer Gesamtfläche von 52.212 Hektar (Stand 2016).
| Bezeichnung                             | Region | Fläche [ha] | Datum der Ausweisung | Weblink |
| --------------------------------------- | ------ | ----------- | -------------------- | ------- |
| Bunurong Marine National Park           |        | 2049        | 2002                 | Info    |
| Cape Howe Marine National Park          |        | 4053        | 2002                 | Info    |
| Churchill Island Marine National Park   |        | 670         | 2002                 | Info    |
| Corner Inlet Marine National Park       |        | 1415        | 2002                 | Info    |
| Discovery Bay Marine National Park      |        | 2833        | 2002                 | Info    |
| French Island Marine National Park      |        | 2980        | 2002                 | Info    |
| Ninety Mile Beach Marine National Park  |        | 2652        | 2002                 | Info    |
| Point Addis Marine National Park        |        | 4415        | 2002                 | Info    |
| Point Hicks Marine National Park        |        | 3804        | 2002                 | Info    |
| Port Philip Heads Marine National Park  |        | 3473        | 2002                 | Info    |
| Twelve Apostles Marine Nationalpark     |        | 7511        | 2002                 | Info    |
| Wilsons Promontory Marine National Park |        | 15587       | 2002                 | Info    |
| Yaringa Marine National Park            |        | 776         | 2002                 | Info    |

Quellen:
- Australian Government - Marine CAPAD 2014 - VIC summary[21]

### Western Australia
Die Fläche der 103 Nationalparks in Western Australia beträgt 62.535,03 km² was etwa 2,47 % der Gesamtfläche des Bundesstaats entspricht (Stand: Mai 2016).

#### Nationalparks
| Bezeichnung                                                   | Region      | Fläche [ha] | Datum der Ausweisung |
| ------------------------------------------------------------- | ----------- | ----------- | -------------------- |
| Alexander-Morrison-Nationalpark                               | Midwest     | 8.500       | 1971                 |
| Avon-Valley-Nationalpark                                      | Perth       | 4.366       | 1970                 |
| Badgingarra-Nationalpark                                      | Midwest     | 13.108      | 1973                 |
| Beelu-Nationalpark (früher Mundaring-NP)                      | Perth       | 4.617       | 2004                 |
| Blackwood-River-Nationalpark                                  | South West  | 20.477      | 2004                 |
| Boorabbin-Nationalpark                                        | Goldfields  | 28.153      | 1977                 |
| Boorara-Gardner-Nationalpark                                  | South West  | 11.008      | 2004                 |
| Boyndaminup-Nationalpark                                      | South West  | 5.439       | 2004                 |
| Bramley-Nationalpark                                          | South West  | 3.892       | 2004                 |
| Brockman-Nationalpark                                         | South West  | 52          | 1977                 |
| Cape-Arid-Nationalpark                                        | South Coast | 279.446     | 1969                 |
| Cape-Le-Grand-Nationalpark                                    | South Coast | 31.801      | 1966                 |
| Cape-Range-Nationalpark                                       | Pilbara     | 47.655      | 1965                 |
| Collier-Range-Nationalpark                                    | Pilbara     | 235.162     | 1978                 |
| D’Entrecasteaux-Nationalpark                                  | South West  | 118.779     | 1980                 |
| Dalgarup-Nationalpark                                         | South West  | 2.377       | 2004                 |
| Dirk-Hartog-Island-Nationalpark                               | Midwest     | 62.928      | 2009                 |
| Drovers-Cave-Nationalpark                                     | Midwest     | 2.681       | 1972                 |
| Drysdale-River-Nationalpark                                   | Kimberley   | 448.264     | 1974                 |
| Easter-Nationalpark                                           | South West  | 2.985       | 2004                 |
| Eucla-Nationalpark                                            | South Coast | 3.560       | 1979                 |
| Fitzgerald-River-Nationalpark                                 | South Coast | 297.244     | 1973                 |
| Forest-Grove-Nationalpark                                     | South West  | 1.379       | 2004                 |
| François-Péron-Nationalpark                                   | Midwest     | 52.587      | 1993                 |
| Frank-Hann-Nationalpark                                       | South Coast | 67.539      | 1970                 |
| Geikie-Gorge-Nationalpark                                     | Kimberley   | 3.136       | 1967                 |
| Gloucester-Nationalpark                                       | South West  | 878         | 1993                 |
| Goldfields-Woodlands-Nationalpark                             | Goldfields  | 64.612      | 1977                 |
| Goongarrie-Nationalpark                                       | Goldfields  | 60.397      | 1978                 |
| Gooseberry-Hill-Nationalpark                                  | Perth       | 33          | 1970                 |
| Greater-Beedelup-Nationalpark                                 | South West  | 19.379      | 2004                 |
| Greater-Dordagup-Nationalpark                                 | South West  | 6.408       | 2004                 |
| Greater-Hawke-Nationalpark                                    | South West  | 14.004      | 2004                 |
| Greater-Kingston-Nationalpark                                 | South West  | 21.092      | 2004                 |
| Greater-Preston-Nationalpark                                  | South West  | 12.665      | 2004                 |
| Greenmount-Nationalpark                                       | Perth       | 202         | 1959                 |
| Gull-Rock-Nationalpark                                        | South Coast | 2.104       | 2006                 |
| Hassell-Nationalpark                                          | Perth       | 1.265       | 1971                 |
| Helena-Nationalpark                                           | Perth       | 12.255      | 2004                 |
| Hilliger-Nationalpark                                         | South West  | 16.962      | 2004                 |
| Jane-Nationalpark                                             | South West  | 6.863       | 2004                 |
| John-Forrest-Nationalpark                                     | Perth       | 2.678       | 1898                 |
| Kalamunda-Nationalpark                                        | Perth       | 375         | 1964                 |
| Kalbarri-Nationalpark                                         | Midwest     | 183.005     | 1963                 |
| Karijini-Nationalpark                                         | Pilbara     | 627.442     | 1969                 |
| Karlamilyi-Nationalpark (früher Rudall-River-NP)              | Pilbara     | 1.283.706   | 1977                 |
| Kennedy-Range-Nationalpark                                    | Midwest     | 141.660     | 1993                 |
| Korung-Nationalpark (früher Pickering-Brook-NP)               | Perth       | 6.344       | 2004                 |
| Lake-Muir-Nationalpark                                        | South West  | 9.625       | 2004                 |
| Lawley-River-Nationalpark                                     | Kimberley   | 17.572      | 2000                 |
| Leeuwin-Naturaliste-Nationalpark                              | South West  | 21.284      | 1957                 |
| Lesmurdie-Falls-Nationalpark                                  | Perth       | 56          | 1957                 |
| Lesueur-Nationalpark                                          | Midwest     | 27.235      | 1992                 |
| Midgegooroo-Nationalpark (früher Canning-NP)                  | Perth       | 2.492       | 2004                 |
| Millstream-Chichester-Nationalpark                            | Pilbara     | 238.167     | 1970                 |
| Milyeannup-Nationalpark                                       | South West  | 18.692      | 2004                 |
| Mirima-Nationalpark                                           | Kimberley   | 2.068       | 1982                 |
| Mitchell-River-Nationalpark                                   | Kimberley   | 115.325     | 2000                 |
| Moore-River-Nationalpark                                      | Perth       | 17.254      | 1969                 |
| Mount-Augustus-Nationalpark                                   | Midwest     | 9.168       | 1989                 |
| Mount-Frankland-Nationalpark                                  | South West  | 37.359      | 1988                 |
| Mount-Frankland-North-Nationalpark                            | South Coast | 22.053      | 2004                 |
| Mount-Frankland-South-Nationalpark                            | South Coast | 42.283      | 2004                 |
| Mount-Lindesay-Nationalpark                                   | South Coast | 39.541      | 2004                 |
| Mount-Roe-Nationalpark                                        | South Coast | 127.726     | 2004                 |
| Murujuga-Nationalpark                                         | Pilbara     | 4851        | 2013                 |
| Nambung-Nationalpark                                          | Midwest     | 19.268      | 1968                 |
| Neerabup-Nationalpark                                         | Perth       | 943         | 1965                 |
| Peak-Charles-Nationalpark                                     | Goldfields  | 39.959      | 1979                 |
| Porongurup-Nationalpark                                       | South Coast | 2.621       | 1971                 |
| Prince-Regent-Nationalpark                                    | Kimberley   | 576.400     | 1964                 |
| Purnululu-Nationalpark (UNESCO-Weltnaturerbe)                 | Kimberley   | 239.723     | 1987                 |
| Scott-Nationalpark                                            | South West  | 3.273       | 1959                 |
| Serpentine-Nationalpark                                       | South West  | 4.387       | 1957                 |
| Shannon-Nationalpark                                          | South West  | 52.598      | 1988                 |
| Sir-James-Mitchell-Nationalpark                               | South West  | 247         | 1969                 |
| Stirling-Range-Nationalpark                                   | South Coast | 115.921     | 1913                 |
| Stokes-Nationalpark                                           | South Coast | 9.726       | 1976                 |
| Tathra-Nationalpark                                           | Midwest     | 4.322       | 1971                 |
| Torndirrup-Nationalpark                                       | South Coast | 3.936       | 1918                 |
| Tuart-Forest-Nationalpark                                     | South West  | 2.049       | 1987                 |
| Tunnel-Creek-Nationalpark                                     | Kimberley   | 91          | 1992                 |
| Unnamed WA17519                                               | South West  | 120         | 1920                 |
| Unnamed WA46400                                               | South West  | 1.571       | 2000                 |
| Unnamed WA47688                                               | South West  | 79          | 2004                 |
| Walpole-Nornalup-Nationalpark                                 | South West  | 19.448      | 1957                 |
| Walyunga-Nationalpark                                         | Perth       | 1.814       | 1970                 |
| Wandoo-Nationalpark                                           | Perth       | 46.493      | 2004                 |
| Warren-Nationalpark                                           | South West  | 2.981       | 1977                 |
| Watheroo-Nationalpark                                         | Midwest     | 44.481      | 1969                 |
| Waychinicup-Nationalpark                                      | South Coast | 3.982       | 1990                 |
| Wellington-Nationalpark                                       | South West  | 17.415      | 2000                 |
| West-Cape-Howe-Nationalpark                                   | South Coast | 3.605       | 1985                 |
| Whicher-Nationalpark                                          | South West  | 6.343       | 2004                 |
| William-Bay-Nationalpark                                      | South Coast | 1734        | 1971                 |
| Wiltshire-Butler-Nationalpark                                 | South West  | 11.645      | 20042004             |
| Windjana-Gorge-Nationalpark                                   | Kimberley   | 2.050       | 1971                 |
| Wolfe-Creek-Crater-Nationalpark                               | Kimberley   | 1.460       | 1969                 |
| Yalgorup-Nationalpark                                         | Perth       | 13.141      | 1966                 |
| Yanchep-Nationalpark                                          | Perth       | 2.876       | 1957                 |
| Yelverton-Nationalpark                                        | South West  | 729         | 2004                 |
| Stockyard-Gully-Nationalpark (nicht in der Quelle aufgeführt) | Midwest     | 15.000      |                      |

Quelle: Australian Government - CAPAD 2014 - WA summary

#### Marine Parks
Die Fläche der 13 Marine Parks  in Western Australia beträgt 22.310,15 km² (Stand: Mai 2016).
| Bezeichnung                             | Region              | Fläche [ha] | Datum der Ausweisung | Weblink |
| --------------------------------------- | ------------------- | ----------- | -------------------- | ------- |
| Barrow Island Marine Park               | Pilbara             | 4.169       | Dezember 2004        | Info    |
| Camden Sound Marine Park                | Kimberly            | 673.267     | Juni 2012            |         |
| Eighty Mile Beach Marine Park           | Pilbara             | 209.172     | Januar 2013          |         |
| Jurien Bay Marine Park                  | Central West Coast  | 82.368      | 2003                 | Info    |
| Marmion Marine Park                     | Central West Coast  | 9.500       | 1987                 | Info    |
| Montebello Islands Marine Park          | Pilbara             | 58.344      | 2014                 | Info    |
| Ngari Capes Marine Park                 | Leeuwin-Naturaliste | 123.107     | 2012                 | Info    |
| Ningaloo Marine Park                    | Ningaloo            | 261.296     | 1987                 | Info    |
| Rowley Shoals Marine Park               |                     | 87.601      | 1990                 | Info    |
| Shark Bay Marine Park                   | Shark Bay           | 713.714     | 1990                 | Info    |
| Shoalwater Islands Marine Park          | Leeuwin-Naturaliste | 6.661       | 1990                 | Info    |
| Swan Estuary Marine Park                |                     | 349         | 1990                 | Info    |
| Walpole and Nornalup Inlets Marine Park |                     | 1.439       | 2009                 | Info    |

Quelle: Australian Government - Marine CAPAD 2014 - WA summary